# Palazzo Venezia
Palazzo Venezia či Pallazzo di Venezia (také Pallazzo Barbo, Palazzo San Marco) je rozlehlý renesanční palác v centru Říma na náměstí Piazza Venezia, jehož architektonickou součástí je bazilika San Marco. Jméno paláce připomíná období, kdy zde sídlili vyslanci Benátské republiky u Svatého stolce.
V budově sídlí Museo Nazionale del Palazzo di Venezia (Národní muzeum Palazzo Venezia), Istituto Nazionale di Archeologia e Storia dell'Arte (Národní institut archeologie a dějin umění), Biblioteca di Archeologia e Storia dell'Arte (Knihovna archeologie a umění) a ředitelství státních muzeí pro oblast Lazio.
V těsné blízkosti západního traktu paláce se nachází barokní kostel Il Gesù a směrem východním památník Viktorovi Emanuelovi II., i s palácem Venezia jsou památky dosažitelné ze stanice metra linie B Colosseo (Linea B metropolitana di Roma).

## Výstavba paláce San Marco
Historie Benátského paláce (Palazzo di Venezia) započala výstavbou chrámu svatého Marka, který tehdy stával přibližně v místě, kam v jižní části zasahoval Campus Martius, podél ulice Via Lata se táhla Juliem Caesarem založená veřejná budova Saepta Julia a z jihu jej ohraničovala ulice Vicus Pallacina (později Via di San Marco, Piazza di San Marco). Chrám založil na místě staršího oratoria v letech 337–340 papež Marcus (Marek) k poctě evangelisty svatého Marka. V 5. století byla „Basilica Sancti Marci juxta pallacinas“ již uváděna mezi titulárními chrámy a mnozí kardinálové od sv. Marka byli korunování papežskou tiárou.

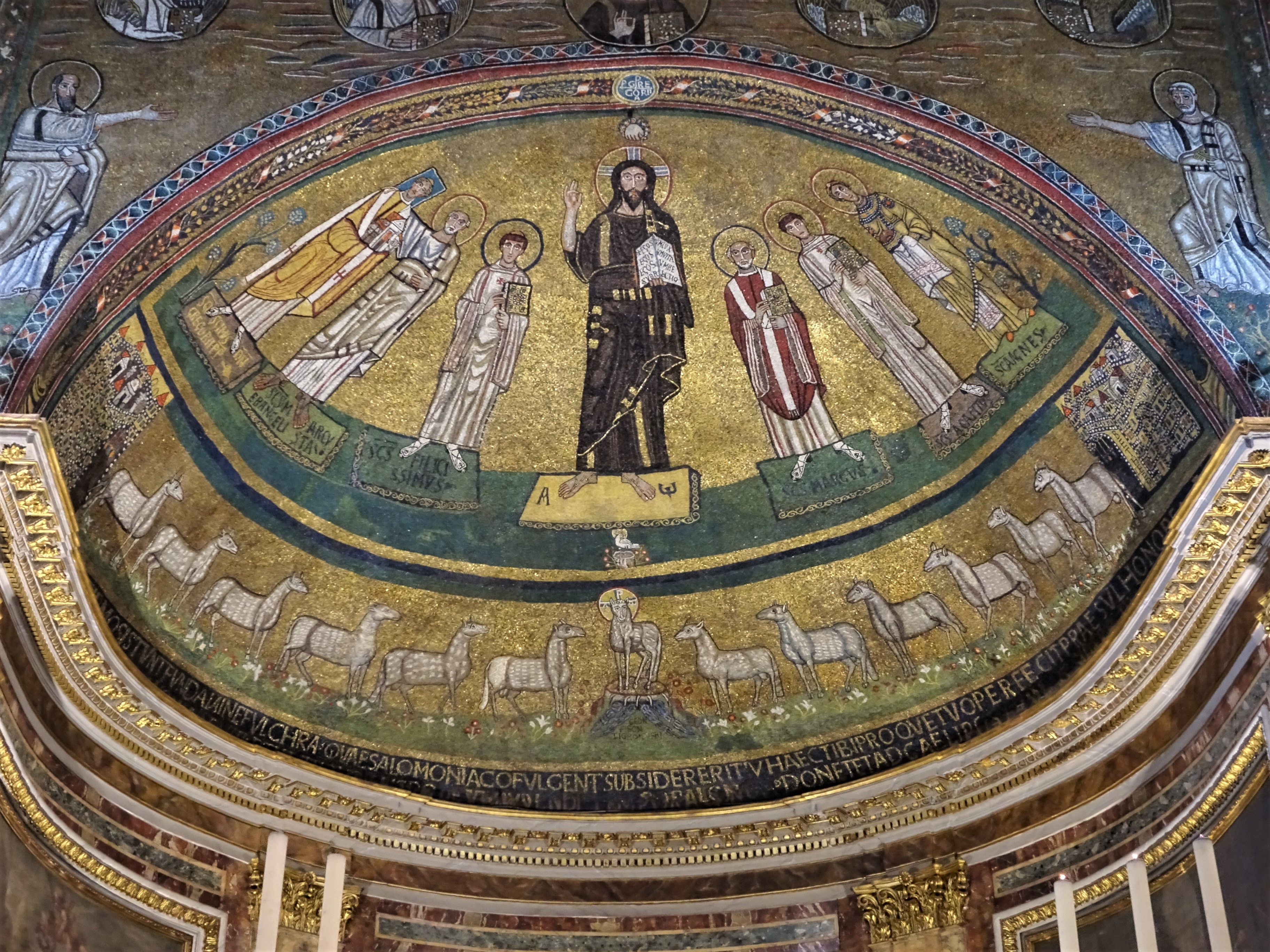
Bazilika San Marco (mozaika v apsidě z 9. století): uprostřed Kristus v tmavém rouchu, pravou rukou žehná a v levé drží otevřenou knihu se slovy „Ego sum lux, ego sum vita, ego sum resurrectio“ (Já jsem světlo, já jsem život, já jsem vzkříšení); vpravo od Krista papež Marcus, sv. Agapitus a sv. Anežka; nalevo od Krista sv. Felicissimus, Marek Evangelista a papež Řehoř IV.

Papež Hadrián I. nechal tehdy svůj titulární kostel opravit a jeho pozdější nástupce Řehoř IV. starý chrám v letech 827–844 přestavět. Baziliku opatřil bohatou mozaikovou výzdobou; například v apsidě je mezi postavami vyobrazen napravo od Krista první zakladatel chrámu sv. Marek papež a nalevo druhý zakladatel papež Řehoř IV. s modelem kostela v rukou, po jehož boku stojí patron kostela svatý Marek evangelista kladoucímu mu ruku na rameno.
Podle legendy měly být ostatky sv. Marka v roce 828 převezeny z Alexandrie do Benátek, což rozpoutalo po celé Itálii obrovskou vlnu Markova kultu. V Římě byla bazilika sv. Marka pro svou výhodnou polohu věřícími hojně navštěvována a kolem ní začaly na zříceninách starého Říma postupně vyrůstat nové budovy chrámového i obranného (pevnostního) charakteru.
V prvních stoletích druhého tisíciletí stálo při bazilice sv. Marka evangelisty již opevněné sídlo. Při tažení Jindřicha VII. Lucemburského na Řím v roce 1312 byla zmiňována věž u sv. Marka, tehdy v držení Welfů (Guelfů). V období Coly di Rienzo se tvrz nacházela v držení kardinála a papežského legáta Bertranda de Deux a následně dalších kardinálů-presbyterů sv. Marka. Původní kardinálský palác (postavený za kardinála Giovanni von Anagni) odpovídal svými rozměry základně velké věže; přičemž jeho čelní strana s hlavním vchodem byla obrácena k Piazza di S. Marco a úzký palácový trakt se od západu přimykal k vestibulu sv. Marka.

### Papežský palác 1455–1490

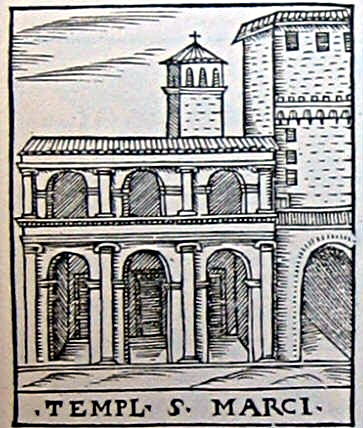
Bazilika San Marco kolem roku 1588

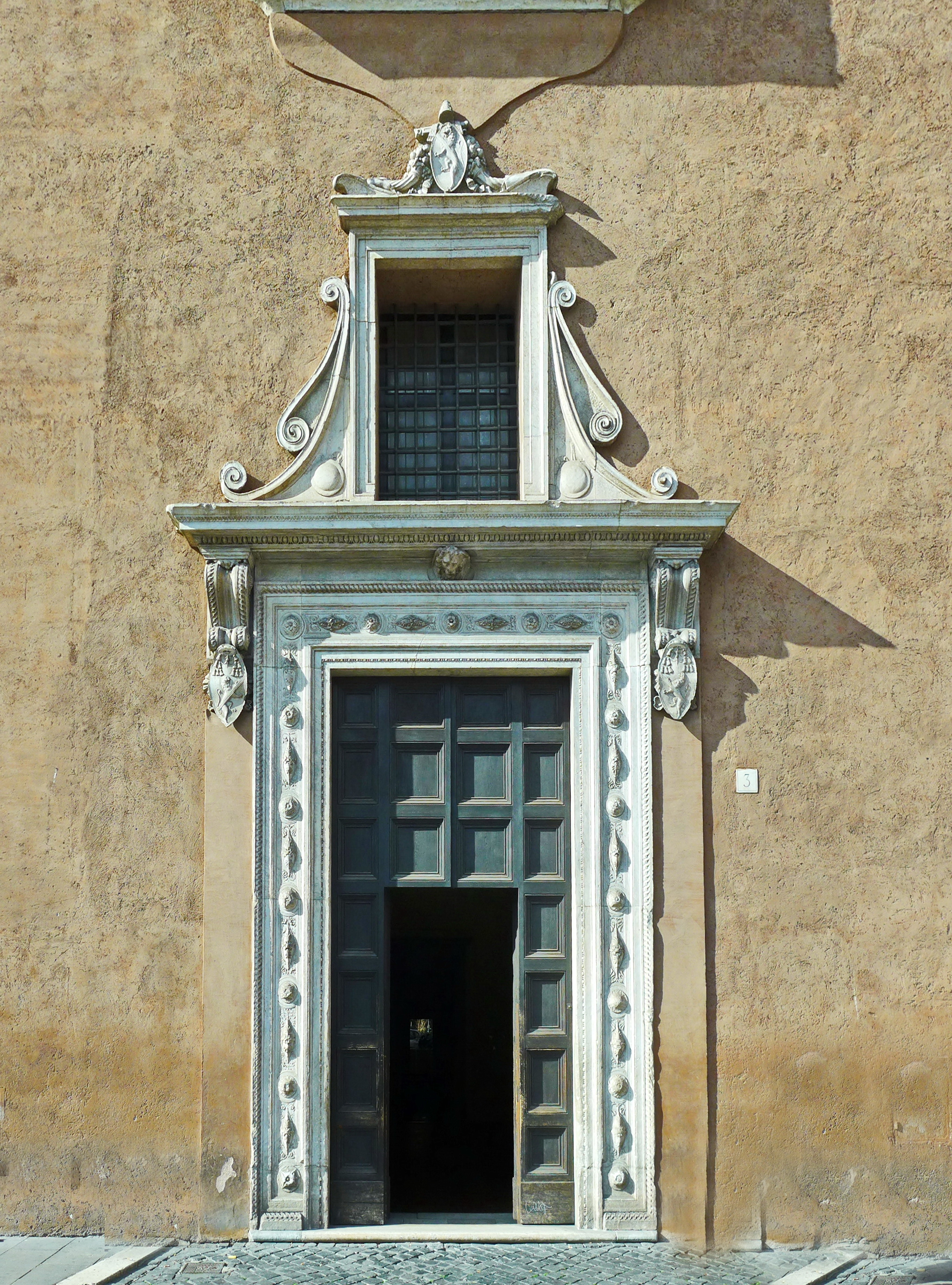
Palazzo Venezia: vchod s portálem ve východním palácovém křídle na Piazza Venezia (kolem roku 1455)

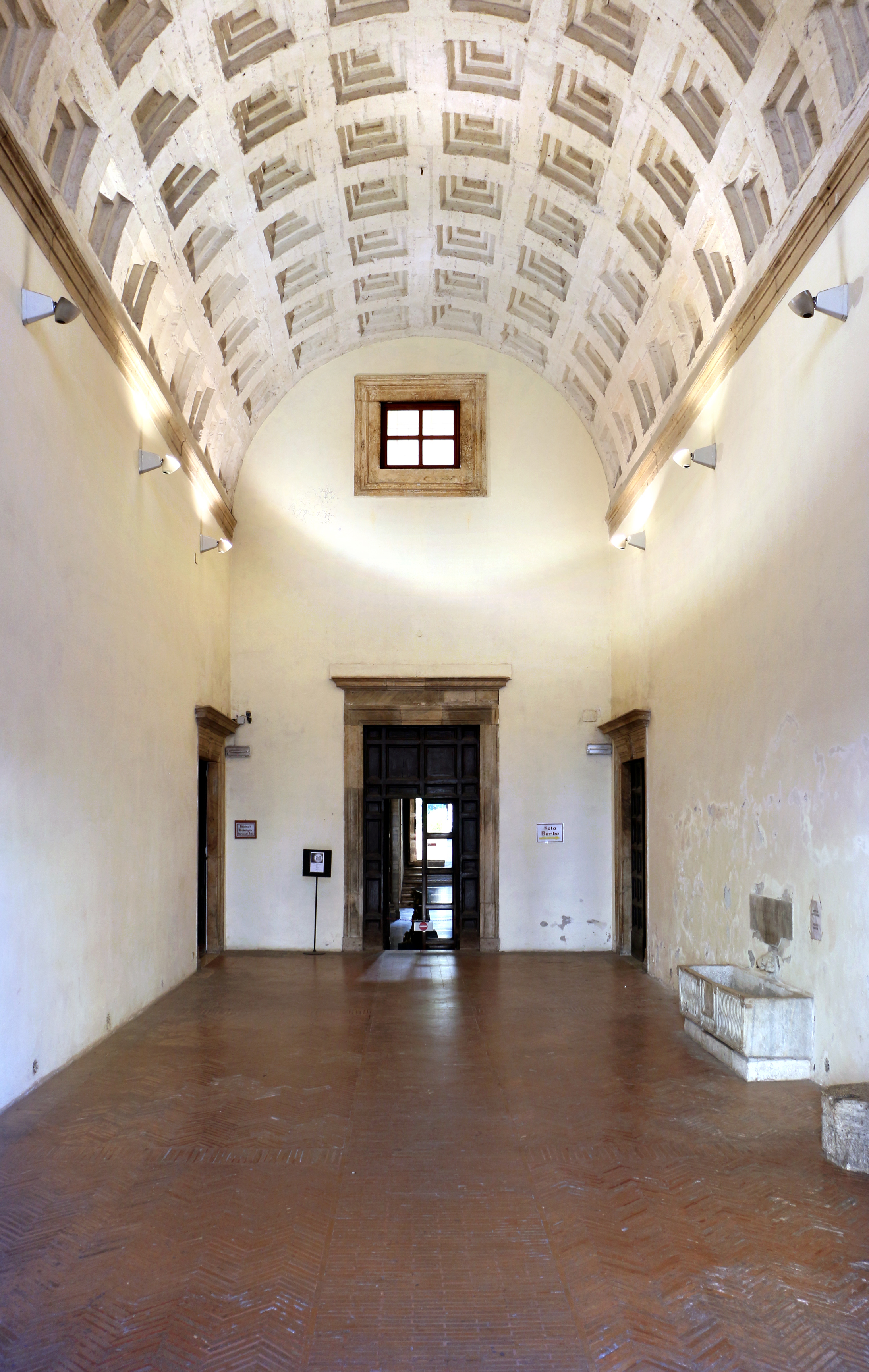
Palazzo Venecia: vestibul východního vchodu z Piazza Venezia s kazetovou valenou klenbou (kolem roku 1455), po pravé straně studna na pitnou vodu od benátského vyslance Antonia Grimaniho (1667–1671)

Pietro Barbo v paláci pobýval již jako kardinál u chrámu San Maria Nuova (nyní Santa Francesca Romana) a zůstal zde i poté, co se 16. června 1451 stal titulárem u baziliky sv. Marka. Ačkoliv byl sám zámožný a hojný tok příjmů mu přicházel i z různých beneficií, potřebné prostředky na zvelebování baziliky se snažil získat nejprve u papežské komory. Kolem roku 1455 se zaměřil na rozšíření stávajícího paláce o jeho východní křídlo, u kterého by pravděpodobně i nadále zůstalo, kdyby o devět let později nebyl Pietro Barbo 30. srpna 1464 zvolen papežem.
Jako papež Pavel II. disponoval mnohem vyššími finančními prostředky, které mu umožnily realizovat jeho další stavební plány v letech 1464/1466–1471: začlenění baziliky do nového stavebního konceptu a výstavbu arkádového nádvoří, dále na ose ulice Via degli Astalli výstavbu západního traktu s vjezdem, přičemž oba konce západního křídla měly lemovat dvě velké jednopatrové věže; dostavbu započatého východního křídla z roku 1455 rovnoběžného s osou baziliky; kolmo na východní trakt stavbu severního křídla až na roh Via degli Astalli a v jeho středu výstavbu vestibulu s velkolepým schodištěm.
Soukromé papežské apartmá bylo dokončeno již v roce 1466. Od této chvíle mohl Pavel II. ve svém paláci pohodlně pobývat a dohlížet na postup prací. První architekt Francesco del Borgo zemřel v roce 1468, tehdy už byla dokončena přestavba baziliky a v nejdůležitějších částech paláce se dalo bydlet. Marco Barbo, jež byl 18. září 1467 jmenován svým strýcem papežem Pavlem II. titulárním kardinálem u baziliky San Marco, se krátce na to usadil v jižním křídle paláce, odkud svého strýce v jeho stavebních počinech podporoval. V posledních letech života Pavla II. převzal pravděpodobně celou stavbu do svých rukou. V roce 1471 byl východní trakt paláce hotov až do výše hlavního obytného patra, avšak celé severní křídlo (až k základům věže na ulici Via degli Astalli) dosahovalo sotva do poloviny prvního patra.
Marco Barbo po smrti strýce pokračoval výstavbou sálu «Sala del Concistoro» (Salome dei cinque lustri), potom navázal dalším velkým sálem «Aula magna et prima» (též «Sala Prima» nebo «Sala Regia») až k hlavnímu schodišti, napravo od schodiště nechal přízemí rozdělit dřevěným stropem nad dvě mezipatra, jež osvětlovala společná řada oken. Nákladnou stavbu dvoupatrových arkád na nádvoří zcela zastavil. Do stavebních počinů synovce Marca Barbo spadá též výstavba «Viridaria Sancti Marci» (též «Giardino di San Marco» nebo «Cortile de Melangoli» nebo «Palazzetto»). Od léta až do podzimu roku 1469 probíhaly práce na stavbě přízemí a prvního patra. Během druhé stavební fáze kolem roku 1490 přibylo druhé arkádové patro.
Potřeba celé řady menších místností pro služebnictvo obsluhující velké pokoje v mezipatře a velkolepé sály v patře papežského paláce vedla kolem roku 1470 k nouzové výstavbě velké věže na rohu východního a jižního traktu. Pravá strana severního traktu, kam by bylo možné služebnictvo umístit, nebyla ještě ukončena a v nádvoří byla výstavba limitována budovou baziliky. Stavba mohutné věže na základech původního kardinálského paláce s čtyřramenným schodištěm uvnitř se do budoucnosti ukázala jako velmi nešťastné řešení, způsobující mnohé stavební problémy východního křídla. Kolem roku 1564 obdržela tato přední věž ještě druhé patro.

### Papežský palác 1491–1564
Kardinálové Lorenzo Cardinal Cibo de’ Mari a Domenico Grimani ve stavbě paláce pokračovali. Papež Pavel III. spojil palác krytou chodbou s papežským letním sídlem Torre di Paolo III na úpatí baziliky Santa Maria in Aracoeli. Zatímco severní křídlo na západ od hlavního schodiště a jižní křídlo paláce vždy zůstávalo sídlem příslušného titulárního kardinála u baziliky San Marco, východní křídlo paláce San Marco a «Giardino di San Marco» (Palazzetto) přešlo příkazem papeže Pia IV. ze dne 10. června 1564 do držení Benátské republiky a to s přáním, že Benátská republika bude palác nadále nejen restaurovat, ale také dále dostavovat. Senát tyto místnosti přidělil vyslancům Serenissimy u Svatého stolce.

## Benátská republika 1564–1797

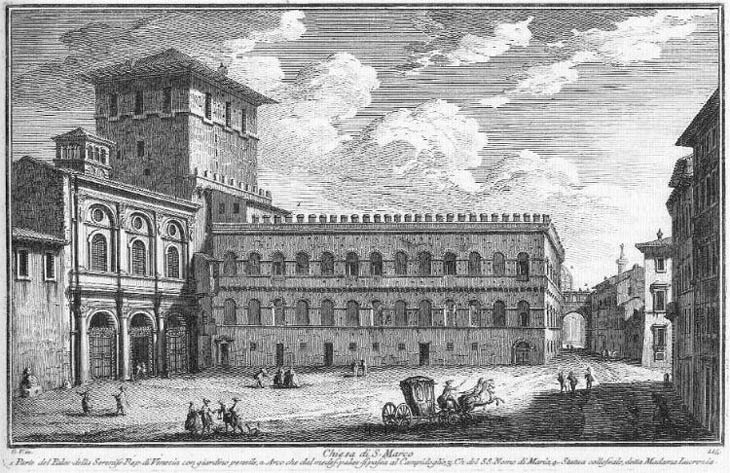
Bazilika San Marco, Palazzetto se spojovací chodbou (Cavalcavia) r. 1775

Palác San Marco sloužil nadále jako celoroční sídlo benátských titulárních kardinálů baziliky San Marco, nově se stal sídlem benátských vyslanců u Svatého stolce a nadále byl papeži využíván jako letní rezidence, přičemž během papežova pobytu vyslanci přebývali mimo palác. Na první nutné dostavby odsouhlasil benátský senát 10 000 dukátů a dne 2. července 1564 vyslanec Giacomo Soranzo (1563–1565) převzal palác oficiálně do svých rukou. V severozápadním křídle rezidoval toho času titulární kardinál Francesco Pisani.
Papež Pius IV. strávil v paláci dvě poslední léta svého života a vyslanec Soranzo na přání papeže pokračoval ve stavebních pracích, jež zaměřil především na dostavbu vyslaneckých pokojů v severozápadním křídle. Senátem slíbené finance přicházely jen v malých obnosech a k tomu ještě velmi nepravidelně, takže stavební práce nešly dopředu takovým tempem, jak by si papež představoval. Soranzo senát upozornil, že Vatikán na dostavbě paláce důrazně trvá a že minimálně pro zachování takového zdání by bylo dobré každé 3 až 4 měsíce poslat 1 000 dukátů. Výsledkem bylo, že byl Soranzo odvolán a do Říma byl vyslán jeho nástupce Paolo Tiepolo (1565–1568).
Tiepolo dorazil s velkou pompou v doprovodu benátských prelátů, šlechticů, kardinálových i vyslancových rodinných příslušníků a papežské gardy až k paláci San Marco, jehož vzhled nebyl v té době již nejlepší, a zjistil, že některé vyslanecké pokoje a pokoje titulárního kardinála Pisaniho jsou neobyvatelné a že do paláce chatrnou střechou zatéká. Do Benátek zpětně referoval, že s relativně malými zdroji je ještě možné palác zachránit, ale že jakékoliv další průtahy budou výdaje jenom zvyšovat a že v Římě se všichni diví, jak si může Benátská republika vůbec dovolit takovou po Vatikánu nejprestižnější budovu a v takové slavné a rušné čtvrti nechat chátrat.
Po nástupu vyslance Michela Suriano (1568–1571) bylo provedeno vícero oprav. Na Tři krále roku 1569 vypukl nedaleko pokoje kardinála Pisaniho požár, v jehož důsledku severozápadní trakt paláce i s dokončeným «Sala nuova» vyhořel až do základů. Vzhledem k tomu, že Benátská republika peníze na opravu neměla, rozhodl se kardinál Pisani výstavbu celého vyhořelého traktu financovat ze svých beneficií.

### 17. a 18. století
Od září 1597 obývali palác již jen benátští vyslanci a kardinálové u baziliky San Marco. V té době se však nedalo hovořit o obývání reprezentačního sídla. Palác nutně potřeboval rekonstrukci v částce mnoha tisíc dukátů. Každý nový vyslanec popisoval jeho stále stejný žalostný stav: okenní rámy a trámy v různých místnostech, lokality ve věži, děravé střechy, stále problémové velké sály, to všechno potřebovalo důkladnou opravu. Na některých místech chyběly dveře a okna zcela, čímž se množily i krádeže. Rozepře mezi papežem Pavlem V. a Benátskou republikou nakonec způsobila přerušení diplomatických vztahů. Vyslanec Agostino Nani byl 8. května 1606 odvolán a jeho nástupce Francesco Contarini se do paláce navrátil až 8. června 1607.
Stav paláce se dále zhoršoval, přičemž v důsledku obývání vlhkých nebo průvanu vystavených pokojů se začala množit onemocnění. V roce 1611 jmenovaný vyslanec Marin de Cavalli v paláci ještě téhož roku zemřel. Lékaři prohlásili bydlení v Palazzo San Marco za zdraví škodlivé a následkem toho se nový vyslanec Tommaso Contarini usídlil ve Vigna Bandini na Monte Cavallo (nyní Piazza del Quirinale). V roce 1612 došlo konečně ke zřízení stavebního fondu s ročním obnosem 200 Scudi, což nebylo mnoho, ale byl to první větší úspěch na cestě k opravám paláce. Další finanční přilepšení do fondu oprav přineslo též pronajímání přízemních stájových prostor či prostor pro obchodníky.

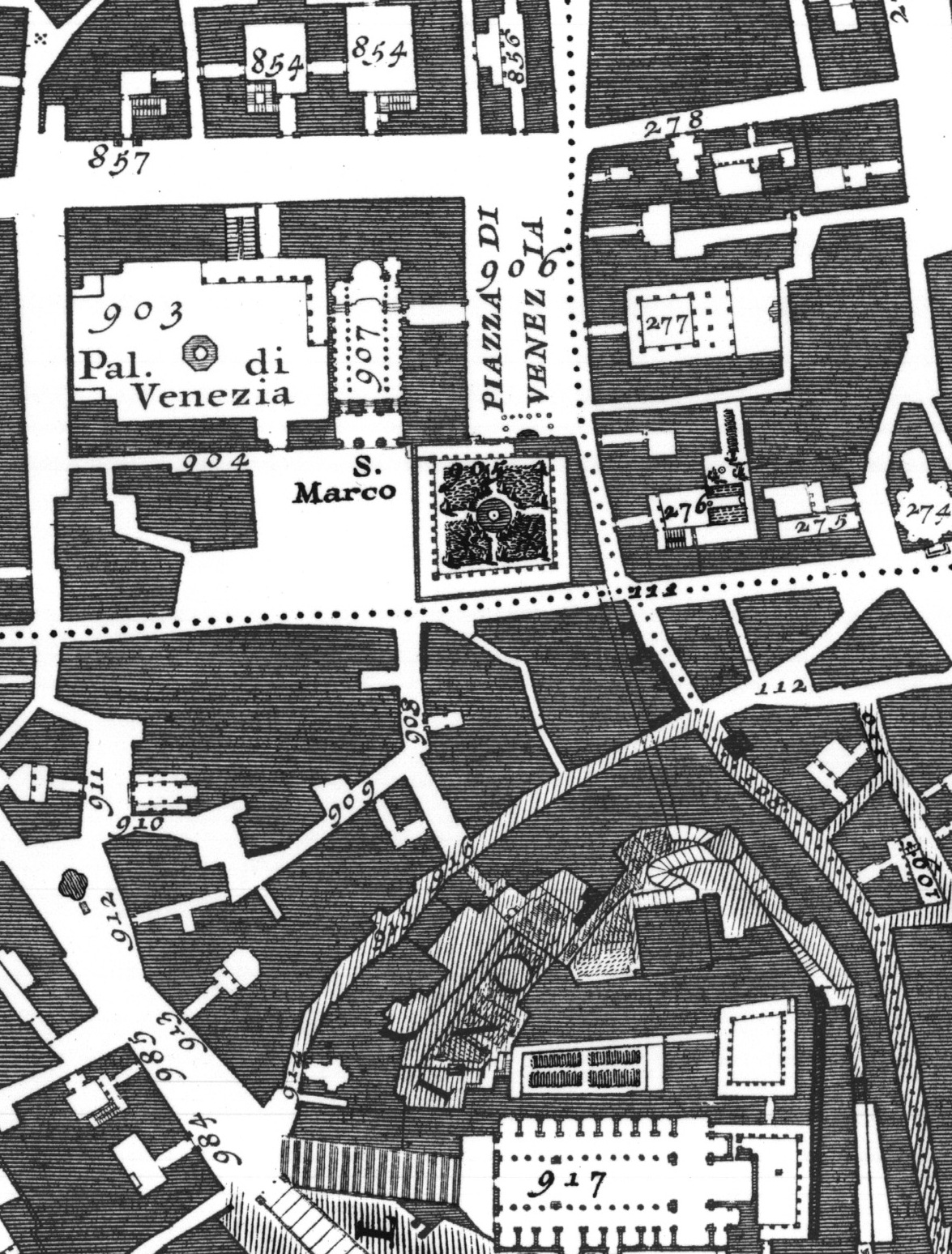
Piazza Venezia 1748

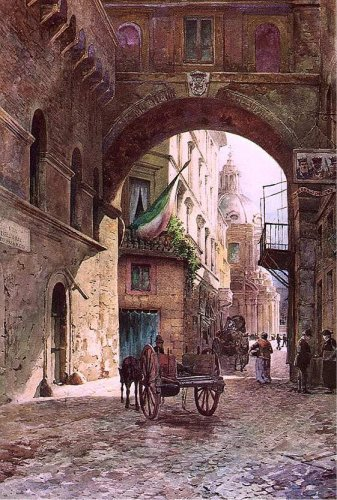
Palazzetto se spojovací chodbou (Cavalcavia) ke kostelu Santa Maria in Aracoeli, autor: Ettore Roesler Franz kolem r. 1880

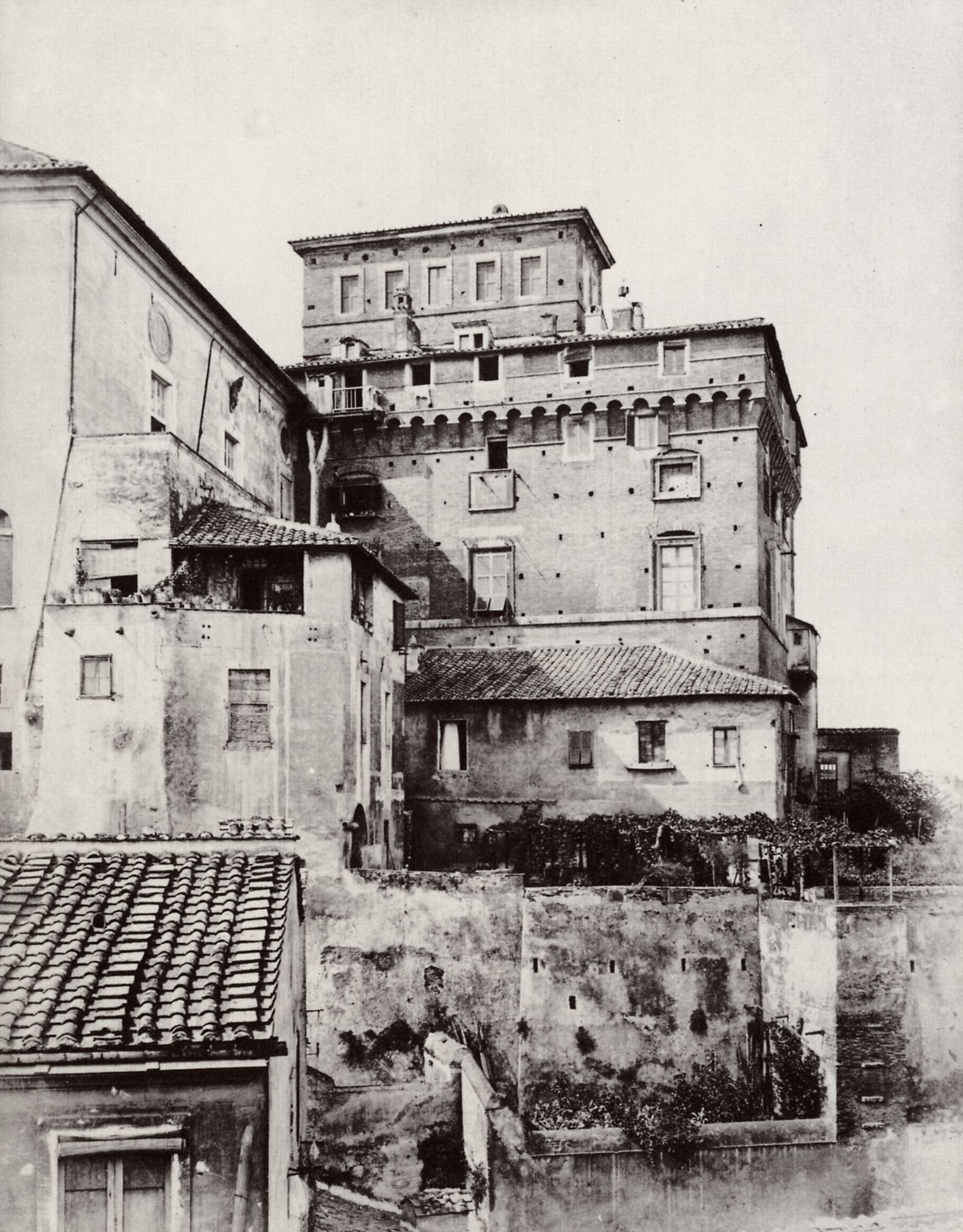
Torre di Paolo III. na Kapitolu (dříve součást papežského paláce Palazzo San Marco, autor: John Henry Parker, kolem r. 1870

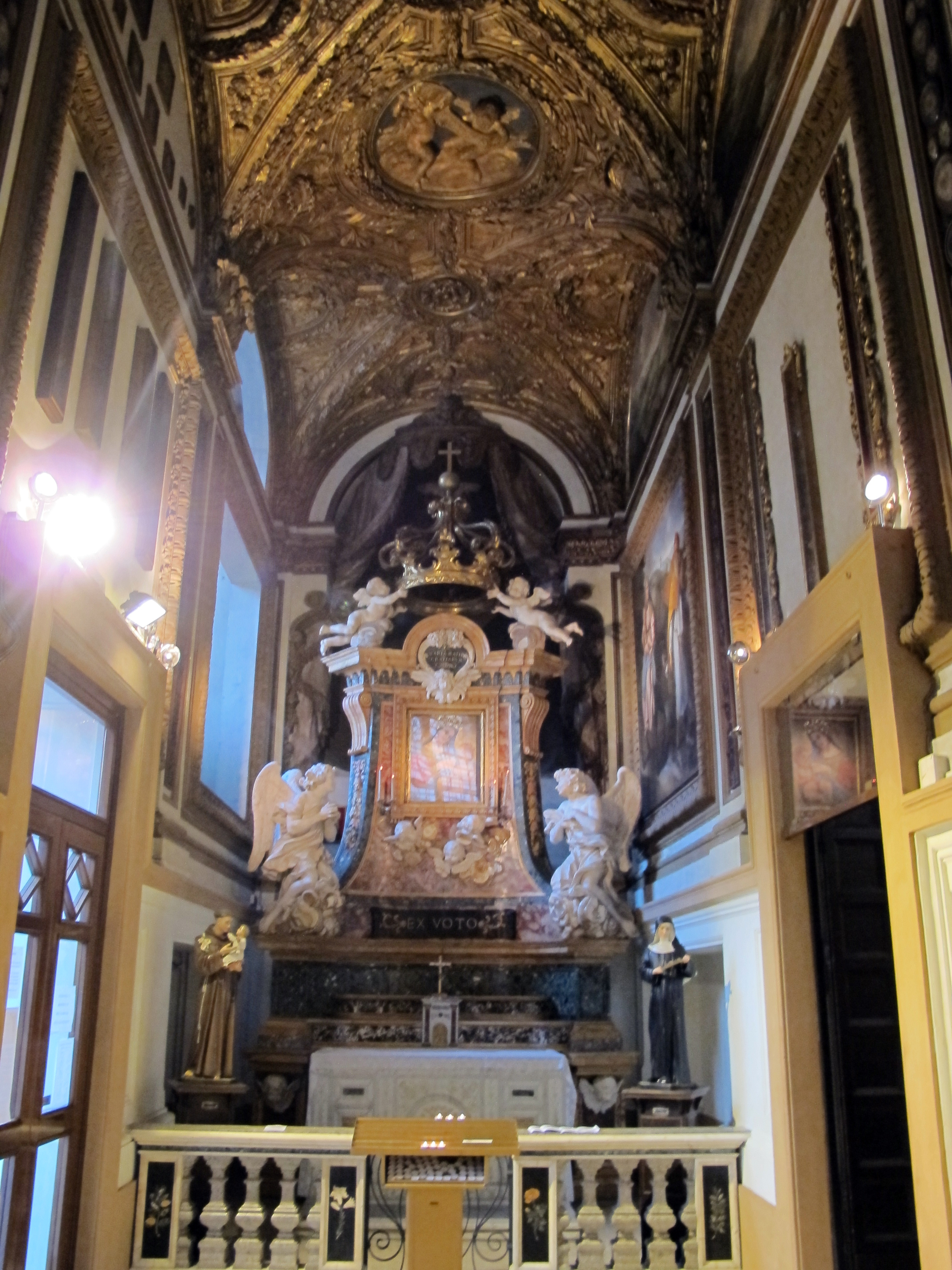
Palazzo Venezia: Cappella della Beata Vergine (též Cappella della Madonna delle Grazie či La Madonnella), přemístěna na zač. 20. století z Palazzeta do východního křídla paláce

Skutečně první důkladné renovace se palác dočkal v roce 1644 od rota-auditora Pietra Vita Ottoboniho, jenž nechal jako správce paláce opravit též spojovací chodbu (Cavalcavia) ke kostelu Santa Maria in Aracoeli, která darováním paláce připadla Benátské republice. Ta se v letech 1614, 1645 a 1648 pokoušela získat do svého vlastnictví také Torre di Paolo III., ale všechny pokusy zneplatnit darovací smlouvu papeže Sixta V. konventu Santa Maria in Aracoeli vyšly naprázdno.

#### Giardino di San Marco
Zemětřesení a následná bouře 5. října 1651 způsobily na stěnách západního traktu arkádové zahrady „Giardino di San Marco“ (Palazzetto) trhliny a během prvních záchranných opatření se nakonec velká část zdiva zřítila. Architekt Horatio Torriani nechal celý západní trakt nejprve opatřit mohutnou dřevěnou opěrou a vyčíslil náklady na opravu v hodnotě 1 254 Scudi. Ta se uskutečnila až za nového vyslance Niccoli Sagredi v období od ledna do podzimu roku 1652.
Vedle důkladné opravy západního traktu „Giardino di San Marco“ (Palazzetto) nechal Sagredi renovovat také palácovou část severního traktu s kardinálskými pokoji, na návrh architekta Torrianiho zmodernizoval cedry osázenou část (Cortile dei Melangoli) v „Giardino di San Marco“ (Palazzetto): nádrž z dešťovou vodou obdržela tzv. dobrou vodu Trevi, přiváděnou do Říma vodovodem „Acqua Vergine“ (Acqua di Trevi), přičemž byl upraven i odtok z nádrže, aby nedocházelo k míšení pitné a užitkové vody, parkové cestičky byly osázeny mramorovými sloupky a travertinovými obrubníky. Doslova omlazena byla jeho zásluhou i bazilika San Marco, která začala být znovu hojně navštěvována.

#### Cappella della Madonna delle Grazie
Počátek vzniku oratoria zvaného „Cappella della Madonna delle Grazie“ či „La Madonnella“ (nyní Cappella della Beata Vergine) se pojí s rokem 1657. Až do této doby se totiž v přízemí Palazzetta nalézal veřejnosti přístupný průchod (Passetto), kterým si lidé zkracovali cestu mezi Piazza di Venezia a Piazza di San Marco. Vzhledem k tomu, že se jednalo o celkem tmavé místo, které zejména v nočních hodinách zavdávalo příčinu k ohrožování bezpečnosti osob tudy procházejících, byla tmavá chodba osazena lampou a obrazem Madony od malíře Bernardina Gagliardi. Jedna chudá pradlena se chodila k obrazu pravidelně modlit, obsluhovala též lampu a v podvečer zde jeden mnich zpíval litanie. A jelikož se jednou v noci v průchodu jakýsi mladý kavalír jako zázrakem ubránil lupiči s dýkou, začali obyvatelé z okolí k obrazu Madony přinášet zbožné dary, z nichž pak byl v roce 1699 průchod opatřen štukovým stropem.
Vyslanec Antonio Grimani (1667–1671) nechal vchod z Piazza di San Marco osadit dveřmi a zřídil místnost pro ukládání zbožných darů. Vyslanec Pietro Mocenigo (1672–1675) pak pověřil jednoho stálého duchovního dozorem nad poutním místem. Jeho nástupce Antonio Barbaro (1675–1678) nakonec v roce 1677 poutní místo přestavěl na malou modlitebnu se štukovým oltářem, lavicemi z ořechového dřeva, obrazy, malým chórem pro vyslance a vchodem ze severní strany Piazza di Venezia. Mecenáš markýz Francesco Ruspoli věnoval kapli namísto štukového oltáře jeho mramorovou kopii. V roce 1682 dokončené umělecké dílo stálo 3 000 Scudi. Četným fundacím se kaple těšila i v následujících letech a její bohatství zlatých předmětů a stříbrného církevního nádobí nebylo zanedbatelné. Před tažením Napoleona Bonaparte nechal poslední benátský vyslanec Pietro Pesaro (1794–1797) tento poklad u banky uložit v podobě kapitálové investice, z jejíchž úroků pak byla kaple opravována a udržována.
Za působení dalších vyslanců: Pietra Basadonni (1661–1663), Giacoma Queriniho (1663–1667), Antonia Grimaniho (1667–1671), Michela Morosiniho (1671–1672) a Pietra Moceniga (1672–1675) probíhaly interiérové restaurátorské práce v severním a severozápadním traktu paláce ve vyslaneckých a kardinálských komnatách a sálech (na severozápadním rohu Sala Pisana, Sala del concistoro a Sala del Mappamondo) pod dohledem architekta Felice della Greci, přičemž Antonio Grimani nechal v přízemí na severovýchodním rohu paláce zbudovat novu stáj (nuova stalla) a do východní vstupní haly osadit novou studnu vyrobenou z antického sarkofágu.
Nový konflikt mezi Serenissimou a Kurií vzplál v roce 1678, konkrétně mezi benátským vyslancem Girolamem Zenou (1678–1679) a papežem Innocentem XI., takže Zeno byl v lednu 1679 s veškerým personálem odvolán a diplomatické zastupování u Svatého stolce přerušeno. Palác byl opětovně svěřen do péče kardinála Pietra Ottoboniho, který nechal stavitele Carla Fontanu překontrolovat stav budov a opravit vše, na co mu vymezené prostředky stačily. V lednu 1684 pověřily Benátky zastupováním v Římě Giovanniho Landa (1684–1690), který ale neměl hodnost vyslance, takže bydlel mimo palác. Jeho zásluhou bylo dosaženo míru mezi znesvářenými státy a 6. října 1689 byl papežem zvolen Pietro Ottoboni, od dob Pavla II. první benátský nositel papežské tiáry.
Na znamení radosti se po tři večery na Piazza Venezia pořádal ohňostroj a palác byl osvětlen voskovými pochodněmi. Landa byl senátem zvolen mimořádným vyslancem a mohl se tak nastěhovat do paláce, v srpnu 1690 pak své komnaty předal novému vyslanci Domenicu Contarinimu (1690–1695). Papež Alexandr VIII. daroval paláci šest uncí pitné vody z akvaduktu papeže Pavla V. (Acqua Paola) v hodnotě 3 000 Scudi a do tříobloukového vchodu baziliky San Marco tři železné mříže. V roce 1690 svatořečil benátčana Lorenza Giustinianiho (Laurencia Justiniana), což zavdalo příčinu k dalšímu slavnostnímu osvětlení paláce. A další rok se palác rozzářil ještě jednou, když dorazila zpráva o porážce Turků v bitvě u Slankamenu.

## Habsburská říše – Rakouské císařství 1797–1806
V květnu 1797 Napoleon Bonaparte obsadil Benátky, do čela státu dosadil svou provizorní vládu pod ochranou francouzského vojska. Vyslanec Pietro Pesaro se zdráhal na palác vyvěsit insignie nové svobody, nosit bílo-červeno-zelenou kokardu a opakovaně odmítal předat palác (Casa nazionale) do rukou pařížského opata. Jeho diplomatickou dráhu nakonec ukončil 17. říjen 1797, kterým přešly Benátky a bývalý papežský palác „Palazzo di San Marco“ do držení Habsburské říše.
Oficiálně palác i se zřízeným benátským poštovním úřadem přebíral po uzavření míru v Campo Formio císařský zmocněnec Carl Matthias hrabě Strasoldo. O měsíc později byla vyhlášena Římská republika, papež Pius VI. zatčen a eskortován do Valence, kde brzy na to zemřel. Po odvlečení papeže opustili Řím i kardinálové a vyslanci. Palácový komplex byl prozatím svěřen do péče bývalého vyslance Pietra Pesara, který císaři Františkovi I. nabídl své služby. Pesaro však mohl těžko zabránit tomu, aby francouzská armáda v paláci skladovala své muniční vozy nebo si zde odkládala zrekvírované potraviny, tažná a domácí zvířata.
Tento stav trval v podstatě až do 30. září 1799, kdy město osvobodilo neapolské vojsko. Teprve po zvolení nového papeže Pia VII. byl jmenován také nový císařský vyslanec marchese Filippo Ghislieri, který v červenci roku 1800 převzal zcela zplundrovaný a vypleněný palác. Mírovou smlouvou z Lunéville byla odstoupená území z Campo Formio Habsburské říši potvrzena, což vedlo Ghislieriho k tomu, že okamžitě po Vídeňském kabinetu požadoval, aby francouzskou armádou opuštěné Palazzo di Venezia (jež označil doslova za obrovský hrad) potvrdil za trvalé vyslanecké sídlo u Svatého stolce a nařídil jeho okamžitou adaptaci.
S rekonstrukčními pracemi započal jeho nástupce Johann Emanuel hrabě Khevenhüller (1802–1809), který nákladem 5 000 piastrů palác uvedl do takového stavu, že mohl být zase užíván jako reprezentační rezidence. Po uzavření Prešpurského míru na konci roku 1805 muselo Rakouské císařství postoupit Benátsko Italskému království, čímž ztratilo v Římě také vyslaneckou rezidenci Palazzo di Venezia. Kardinál Joseph Fesch se předání palácového komplexu dožadoval hned v únoru 1806, ale k oficiálnímu předání došlo až 27. dubna. Na druhý den přesídlilo rakouské diplomatické osazenstvo do Palazzo Ercolani.

## Italské království – Napoleon Bonaparte 1806–1814
V paláci rezidovali nejprve francouzský vyslanec Charles-Jean-Marie Alquier a italský legační sekretář Alberti, což bylo ale už od roku 1809 bezpředmětné, jelikož Italské království se stalo v podstatě jedním z francouzských departmentů a Napoleon Bonaparte italským králem. Papež Pius VII. se nalézal jako zajatec v exilu v Savoně. Italský místokrál Evžen de Beauharnais do paláce dosadil jako konzulárního agenta advokáta Rocha Françoise Ortoliho (Agent Consulaire de France).
Konzulární agent Ortoli se zařídil v kardinálských komnatách, ostatní části paláce přenechal generálovi Étiennovi Radetovi, který stáje a vozovny pronajal svému příbuznému. V nobile apartmánu se usadili dva malíři, mnoho dalších zde bydlelo zdarma. V roce 1811 byl advokát Ortoli povýšen na císařského generálního prokurátora (Procureur Général Impérial de Rome). Jeho nástupcem se stal Cavaliere Giuseppe Tambroni (Console del Regno Italico in Roma), který převzal palác doslova v zaneřáděném stavu: schody a chodby byly plné odpadků, fontána se špinavou stojatou vodou taktéž, malovaná plátna na stropech prožraná od myší a bývalé papežské apartmá znečištěné od hejna slepic.
Už tehdy visel nad menším palazzettem Damoklův meč. Palác se totiž nacházel v tak zchátralém stavu, zapříčiněném tři a půl století trvajícím nezájmem ze strany Benátské republiky a rychlým střídáním majitelů, přičemž válečná intermezza tomu jen napomohla, že se v roce 1811 začalo uvažovat o jeho demolici. V rámci programu zkrášlování města a rozšíření Piazza Venezia se prosadil návrh ke zbourání menšího Palazzetta Venezia, který Napoleon Bonaparte posvětil dekretem z 9. srpna 1811 s tím, že si přeje rozšířit náměstí před basilikou svatého Petra a fontánou di Trevi a hlavní palác (Palazzo Venezia) se má stát sídlem císařského soudního dvora.
Konzul Tambroni byl natolik popuzen plány římského prefekta Camille de Tournon-Simiane (le préfet de la Rome napoléonienne) a jeho přívrženců nad majetkem Italského království a zasáhnutím do pravomoci státu, který on zastupoval, že se rozhodl v případě palazzetta, nad kterým císař Napoleon Bonaparte vynesl rozsudek smrti, požadovat finanční odškodnění. Architektem Giacomo Palazzi nechal vypracovat odhad nemovitosti i stavebního materiálu, který činil 30 880 Scudi. Vedle toho považoval palácový komplex za architektonický skvost a nedotknutelné dědictví Itálie, takže svá tvrzení doložil uměleckými a architektonickými argumenty.
Tambroniho podpořila celá stovka umělců a estétů, mezi nimiž se nacházel také sochař Antonio Canova, architekt Giacomo Palazzi, malíř Pelagio Palagi a dokonce i tehdy v Římě pobývající prefekt císařských muzeií Dominique Vivant Denon. Následkem toho utichly hlasy pro okrašlovací inovátorské projekty a dekretem z roku 1812 Napoleon Bonaparte rozhodl o novém osudu Palazzo Venezia, jež věnoval umělecké akademii na způsob francouzské École française de Rome. Vedením této academie (l'Académie des beaux-arts établie dans le palais de Venise) byl pověřen Antonio Canova. Po opětovném odevzdání paláce Rakouskému císařství působila akademie za vyslance Ludvíka von Lebzeltern ještě jako rakousko-italská, ale nakonec musela být pro zde vzniklou nekázeň studentů zrušena.

## Rakouská rezidence 1814–1916
Zahraniční vyslanci měli podle evropského diplomatického práva nárok na odpovídající bydlení, které muselo být zařízeno jak nábytkem tak i veškerým dalším domácím vybavením. Vzhledem k tomu, že pronajímání bytů v zahraničí přinášelo mnohé problémy, volily státy raději zakoupení vlastní větší vyslanecké budovy (Gesandschaftsgebäude), která pak z části sloužila k ubytování diplomatů. Budovy ambasád a konzulátů byly proto běžně označované jako „vyslanecký hotel“ (Gesandschaftshotel), v případě paláce Venezia se tak používalo zpravidla označení österr. Gesandschaftshotel in Rom (rakouský vyslanecký hotel v Římě).
Od 24. května 1814 se stal palác opět rezidencí rakouského vyslance u Svatého stolce ve Vatikánu. Diplomatickým zastoupením byl pověřen Ludvík rytíř von Lebzeltern (1814–1816). Po něm následovali Anton hrabě Apponyi (1816–1817), Alois kníže von Kaunitz-Rietberg (1817–1820), který ale kvůli špatnému stavu paláce Venezia dal přednost rezidenci v Palazzo Braschi. Za opětovné rezidence Antona hraběte Apponyi (1820–1826) se stav paláce podstatně zlepšil; v roce 1823 činily výdaje na opravy 13 525 Scudi a v roce 1824 dalších 1 843 Scudi. Palác v novém hávu přitahoval význačné osobnosti, které se účastnily hrabětem Apponyi hojně pořádaných hudebních a divadelních představení.
Řadu let zde rezidoval vyslanec hrabě Rudolf Lützow (1826–1848), mecenáš chudých malířů a sochařů.
Diplomatické osazenstvo v roce 1848:
- Rudolf hrabě von Lützow, vyslanec u Svatého stolce (odvolán v březnu 1848)
- Carl svobodný pán von Binder Krieglstein, dvorní a vyslanecký rada a agent pro církevní záležitosti
- Ferdinand rytíř von Ohms, vyslanecký rada a adjunkt c.k. agendy pro církevní záležitosti (odvolán v květnu 1848)
- Moritz Franz svobodný pán von Ottenfels-Gschwind, vyslanecký komisař
- Emerich hrabě Széchényi von Sárvár-Felsővidék, vyslanecký atašé (přidělen do Stockholmu)
- Joseph Palomba-Carracciolo, vyslanecký kancelista[11]

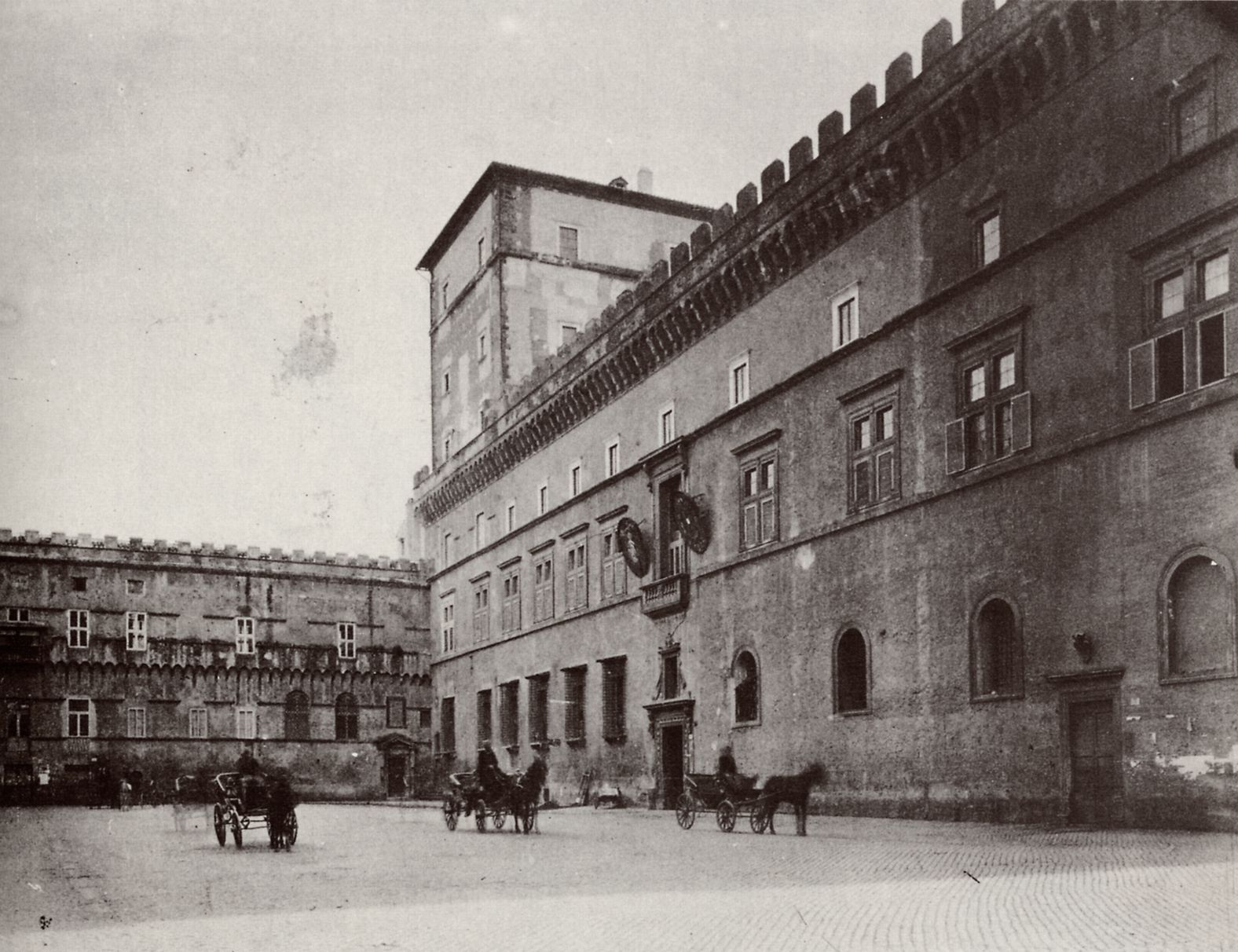
Pohled na východní trakt Palazzo Venezia (se státními znaky Rakouského císařství a Svatého stolce nad bránou) a severní trakt tzv. palazzetta na Piaza Venezia kolem roku 1836

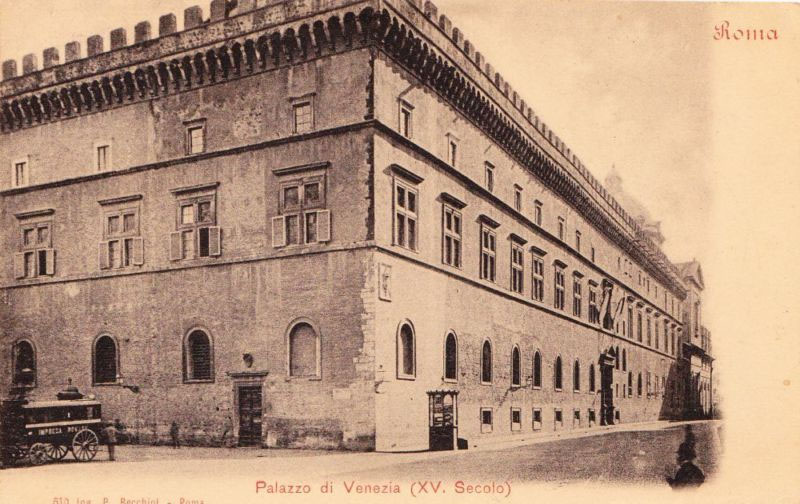
Pohled na východní a severní trakt Palazzo Venezia (roh Piaza Venezia a Via del Plebiscito)

Během bouřlivých let 1848–1849 se stal palác útočištěm občanů rakouského císařství pobývajících v Římě. Většina jich ale město opustila, narychlo odcházeli i rakouští občané zde dlouhodobě usedlí. Dne 21. března 1848 začaly rozbouřené masy po celém Římě strhávat rakouské císařské státní znaky. Jedna část davu zaútočila také na palác Venezia a několik aktivistů strhlo z budovy velký rakouský štít s císařskou orlicí a výsostnými znaky všech provincií. Ten byl pak za přihlížejícího davu rozdupán, vláčen a nakonec spálen. Takto zmizely státní znaky i na zbylých frontách paláce, dokonce i z národního rakousko-německého kostela (všech národů Svaté říše římské) Santa Maria dell’Anima. Ušetřen zůstal jen na druhé straně hlavní brány pendant Svatého stolce.
Z důvodů přerušení diplomatických vztahů následně 21. května 1848 odcestoval vyslanec Rudolf hrabě von Lützow, brzy po něm i vyslanecký komisař Moritz Franz svobodný pán von Ottenfels-Gschwind. Z celého diplomatického personálu zůstal na vyslanectví pouze vyslanecký rada Ferdinand rytíř von Ohms jako správce církevních záležitostí a správce paláce, což uklidnilo některé studenty a pokračovali ve studiu. Například stipendista Vilém Kandler zažil všechny revoluční události i s obsazením Říma v letech 1848–1850. Ještě před odjezdem hraběte Lützowa byl uschován archiv a bavorský vyslanec hrabě Karl von Spaur se nabídl, že bude v jeho zastoupení vystavovat rakouským občanům cestovní pasy a v případě potřeby se postará i o zbylé osazenstvo paláce.
Vyslanecký rada Ferdinand rytíř von Ohms brzy vážně onemocněl a krátce na to 19. října 1848 zemřel. Po zřízení Benátské republiky byl palác skrze benátského vyslance vyhlášen za majetek republiky. Zůstalo však jen u prohlášení a zbylé osazenstvo zde nadále pobývalo až do obsazení Říma francouzským vojskem, které si v paláci zřídilo kasárna. Teprve 21. dubna 1850 byl na budovu paláce opětovné vyvěšen rakouský císařský znak a následně obnoveny diplomatické vztahy se Svatým stolcem. Novým vyslancem se stal uherský šlechtic hrabě Mořic Esterházy.
Diplomatické osazenstvo v roce 1854:
- Moritz Esterházy de Galantha, vyslanec u Svatého stolce a zplnomocněný ministr
- Karl Kolumban Schnitzer von Meerau (1795–1854), legační rada
- Joseph Palomba-Carraciolo, legační komisař
- Felix hrabě von Wimpffen, atašé[14]

V roce 1856 bylo rakouské vyslanectví u Svatého stolce povýšeno na velvyslanectví. Vzhledem k tomu, že Prešpurská mírová smlouva (1805), skrze kterou připadly Benátky napoleonské Itálii, ale ani Pařížšká mírová smlouva (1814) a Vídeňský kongres (1815), v jejichž důsledku se staly Benátky zase součástí rakouského území, se k majetkovým právům na palác Venezia nevyjadřovaly zcela jasně, rozhodla se rakouská vláda při mírových jednáních v roce 1866 tuto otázku znovu otevřít. Italská vláda se k této otázce vyslovila zcela zřetelně a majetkové právo na palác Venezia přiznala rakouské monarchii.
Dalšími velvyslanci u Svatého stolce, kteří rezidovali v paláci Venezia byli:
- 1856–1859 František de Paula z Colloreda-Waldsee
- 1859–1865 Alexander svobodný pán von Bach
- 1865–1867 Josef Alexander hrabě von Hübner
- 1867–1868 Alberto hrabě von Crivelli (zemřel náhle 2. května 1868, jako mimořádný vyslanec byl do Říma vyslán Wilhelm Rivalier von Meysenbug)
- 1868–1872 Ferdinand hrabě von Trauttmansdorff
- 1872–1873 Alois svobodný pán von Kübeck
- 1873–1888 Ludwig Johann Baptist Emanuel hrabě von Paar
- 1888–1901 Friedrich Karl hrabě Revertera de Salandra
- 1901–1911 Nikolaus Szécsen hrabě von Temerin[16]
- 1911–1918 Johann princ von Schönburg-Hartenstein byl posledním velvyslancem habsburské monarchie u Svatého stolce.[17]

### Studijní pobyty malířů a sochařů
Ačkoliv byla rakousko-italská akademie již za vyslance Antona hraběte von Apponyi zrušena, přece jen návaznost na umění zcela nevymizela. Určitému počtu stipendistů ze všech zemí mocnářství zde byly totiž v jižním traktu paláce, v rohovém jihozápadním traktu dvora palazzetta a též ve věži vykázány obytné místnosti a ateliéry, poskytované stipendistům zdarma. Palác sloužil těmto účelům (vyjma revolučního období 1848–1850) až do roku 1915.
Během svého akademického studijního pobytu zde byli ubytováni např. český malíř František Tkadlík a Václav Mánes (r. 1833 obraz: Der innere Hofraum vom Palazzo di Venezia / Vnitřní nádvoří Palazzo di Venezia), rakouský malíř Joseph Schoenmann a první stipendisté Klárova ústavu Emanuel Max a Vilém Kandler. Ubytován zde byl také František Palacký, malíř Josef Vojtěch Hellich, další Klárovi stipendisté nebo studenti pražské Akademie výtvarných umění ocenění cenou Josefa Hlávky. V roce 1855 zřídilo vyslanectví v palácové věži trvalý výtvarný ateliér pro bezplatné využívání stipendisty umělecké nadace Aloise Klara.

### Velvyslanectví u Kvirinálu
Sídlem rakouského vyslanectví u italského královského dvora (Kvirinálu) se stala nejprve Florencie, kde započal rezidovat vyslanec Alois svobodný pán Kübau von Kübeck (16. prosince 1866 – 20. prosince 1871). Po zániku papežského státu se stal královským sídelním centrem Řím, což byl také důvod k přeložení rakousko-uherského vyslanectví do paláce Venezia v Římě.
K přestěhování došlo hned po dokončených stavebních adaptacích, což do Vídně oznámil v roce 1871 velvyslanecký rada u Svatého stolce hrabě Gustav Kálnoky. Druhý rakousko-uherský vyslanec u Kvirinálu Felix von Wimpffen (20. prosinec 1871 – 5. červenec 1876) sídlil již v adaptovaných palácových prostorách.
Pro instalaci nové diplomatické mise (velvyslanectví u Kvirinálu / Botschaft beim Quirinal) a rezidenci diplomatického zástupce Rakouska-Uherska u Italského království se ukázaly adaptace brzy jako nedostatečné a pro rakousko-uherskou velmoc nedůstojné. Prvnímu císařsko-královskému velvyslanci u italského královského dvora Heinrichovi svobodnému pánovi von Haymerle (14. leden 1877 – 8. říjen 1879) se podařilo v roce 1877 získat souhlas Vídně k pronájmu vhodného bytu jinde. Nejprve si od 1. září 1877 pronajal na jeden rok bydlení v Palazzo Odescalchi. Od roku 1878 využíval již jako svou rezidenci palác Chigi.

### Stavební opravy a restaurační práce
Vzhledem k tomu, že Benátská republika se o palácový komplex téměř nestarala, probíhaly renovační a restaurační práce na objektech v majetku Rakouského císařství v podstatě po celou dobu až do roku 1913. Po slavnostním převzetí paláce vyslancem Ludvíkem rytířem von Lebzeltern (1814–1816) se nejprve nic nedělo. Lebzeltern dokonce navrhoval, když uviděl v jakém stavu se komplex nachází, že by bylo lepší jej prodat a koupit jiný objekt. Taková představa se ale vídeňskému kabinetu umění (nyní Kunstkammer Wien) nezamlouvala, už jenom z důvodu dlouholetého diplomatického zastupování u Svatého stolce. Nejprve kabinet přistoupil k pronájmu přízemních lokálů po způsobu Benátské republiky, pod dohledem konzervátora zřídil roční fond pro potřebné opravy, do kterého nakonec rakouská vláda přispěla podstatnou finanční sumou.

#### Období do roku 1848
Za působení vyslance Antonína hraběte Apponyi (1821–1826) se započalo pod dohledem architekta Giacomo Palazzi s opravou bývalého papežského apartmá, poničeného zdiva rohu budovy na Piazza Venezia a Via del Plebiscito, trámových stropů ve velkých sálech, s výztuhou obloukových kleneb pod sály a na východním i severním křídle došlo k opravě fasády v celkové částce 13 525 Scudi.
Na svého předchůdce navázal vyslanec hrabě Rudolf Lützow (1826–1848). Během svého dlouhého působení nechal obnovit všechny střechy, zrovna tak opravit všechny podlahy v obytných místnostech a na chodbách, probíhaly opravy věže a instalace drenážního potrubí v bazilice San Marco proti vlhkosti, k tomu probíhalo též dláždění celého náměstí Piazza di Venezia. Přízemní klenby u hlavního vchodu musely být kvůli jejich špatnému stavu doplněny dvěma podpůrnými oblouky a ve velkém sále vyměněn mohutný stropního trám. Opravy se dočkalo i poničené zdivo palazzetta na rohu Via della Ripresa dei Barberi a Via dei Tre. V letech 1826–1837 činily stavební náklady 12 681 Scudi.
V únoru roku 1839 propukl v horním patře severozápadního traktu paláce požár, způsobený neopatrným zacházením stavebních dělníků v přízemí. Oheň se prodral dřevěným stropem do prvního patra, které dříve sloužilo kardinálům u sv. Marka a nyní vyslancům k bydlení, a zcela zničil dřevěný kazetový strop v rohovém sálu. Rozsáhlé statické škody donutily württemberského dvorního architekta Johanna Knappa přistoupit k náhradnímu řešení a místo dřevěného stropu vybudovat v sále čtyři místnosti s křížovou klenbou, čímž bylo dosaženo i zvýšeného počtu obytných místností v druhém patře. Stavební náklady byly vyčísleny na 5 880 Scudi.
Velmi nezbytná se ukázala renovace obytných místností menšího Palazzetta. V prvním patře naproti Via della Ripresa dei Barberi bydlel vyslanecký rada Ferdinand rytíř von Ohms, ve druhém patře císařský agent Carl svobodný pán von Binder Krieglstein, na severní straně se rozkládaly kanceláře sekretáře Josefa Palomba-Caracciolo z Toskánska a komnaty některých služebných zaměstnanců, zatímco část západního a jižního křídla na stejném patře (celkem 6 místností) zabíraly archivy a vyslanecké kanceláře, jež byly v roce 1840 díky vyslaneckému radovi Ferdinandu von Ohms uvedeny do pořádku a archiv katalogizován.

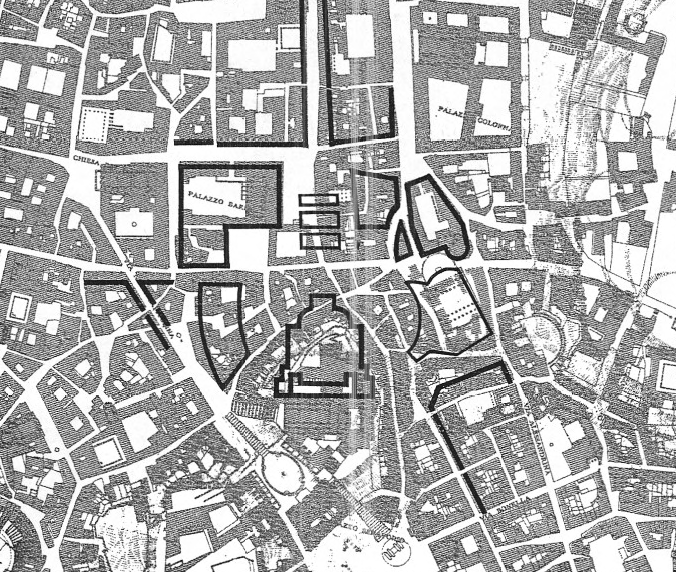
Původní Palazzeto na východní straně basiliky sv. Marka a nové Palazzeto Venezia na západní straně basiliky

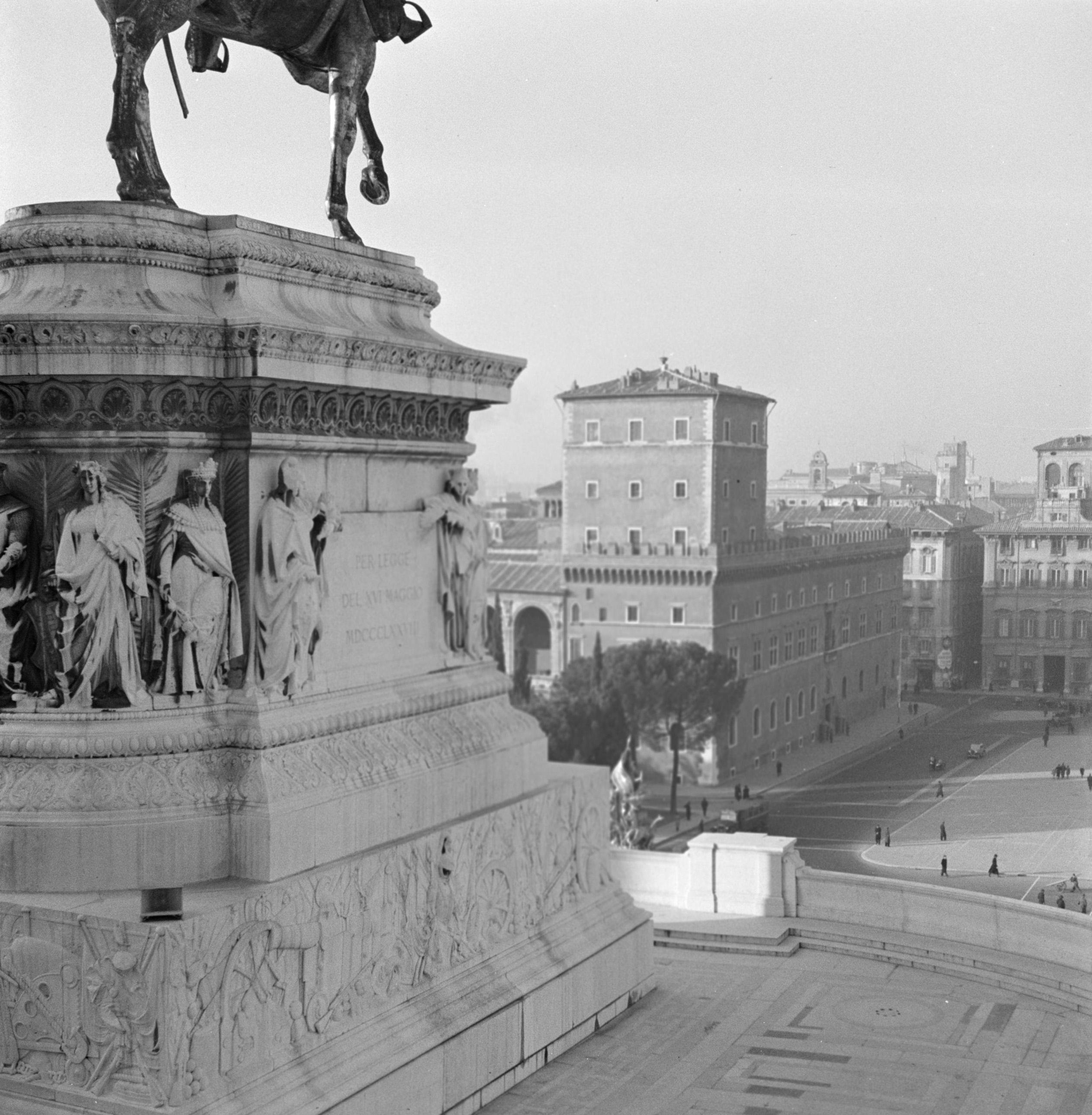
Pohled na Palazzo Venezia (bez palazzetta) od památníku Viktorovi Emanuelovi II.

#### Období po roce 1848
V roce 1850 byl palác předán v katastrofálním stavu. Jen západně od severní brány položené vyslancovy privátní komnaty se daly okamžitě obývat, naproti tomu ve východním křídle se nacházející velké apartmá a oba velké sály nebylo možné používat vůbec. Všeobecně palác vykazoval celou řadu architektonických hříchů a nacházel se ve velmi zanedbaném stavu. Na návrh arcivévody Maxmiliána (pozdějšího mexického císaře), který zde v roce 1855 pobýval, nechal nový vyslanec hrabě Mořic Esterházy (1848–1856) architekta Heinricha Ferstela provést předběžné stavební prošetření.
Na základě doporučení Heinricha Ferstela bylo třeba vypracovat detailnější stavebně-technický posudek, jehož vypracováním vyslanec hrabě František Colloredo-Wallsee (1856–1859) pověřil pražského architekta Antonína Barvitia. Architektonická šetření probíhala v letech 1856–1859 a Antonín Barvitius výsledky své práce shrnul v obšírné zprávě podané c. k. ministerstvu zahraničních záležitostí.. Pod jeho vedením započaly v pořadí již čtvrté velké restaurátorské a stavební práce na palácovém komplexu, na které rakouský stát uvolnil 11 000 tolarů. Opraveny byly oba velké sály, interiéry velkého apartmá, dále musel být vyčištěn celý zarostlý arkádový dvůr Palazzetta a v jižním traktu byla nakonec odstraněna i stará nepoužívaná prádelna.
 Když byl v dubnu 1860 nový rakouský vyslanec v Římě baron Bach v slavné audienci listy své stvrzovací sv. otci podal a v den následující návštěvy diplomatického sboru přijímal, učinila na hosti budova vyslanecká, zvláště její vestibul a schody vyvedené dle Barvitia povelký dojem. Všeobecná pochvala odměnila umělce. Na opravy paláce vykázáno ročně 20 000 scudů a práce rozdělena na šest let. Říšská rada nynější povolila jen nepatrnou sumu k účeli tomu, práce budou trvať tedy mnohem déle.
Karel Vít Hof: Rodinná Kronika, 1864
Barvitius vytvořil podrobnou dokumentaci tehdejšího stavu paláce, který v citované zprávě označil za ruinu, a dle finančních možností provedl řadu nutných úprav. Krom toho navrhl další zásahy do objektu, které se nerealizovaly. Dochované plány se nacházejí v Archivu architektury a stavitelství Národního technického muzea v Praze a ve Státním archivu ve Vídni.
Restaurační práce pokračovaly též za dalšího vyslance Alexandra svobodného pána von Hübnera (1865–1867). V roce 1866 byla provedena Heinrichem Ferstelem požadovaná úprava zohyzdněných arkád ve dvoře východního křídla, kde došlo v jejich prvním patře k odstranění ve dvou patrech nad sebou vestavěných pokojů z dob benátské éry. Cena restauračních zásahů se vyšplhala na 150 000 Franků. Další význačné renovace probíhaly pod záštitou velvyslance Ludvíka hraběte Paara (1873–1888), jimiž v roce 1885 pověřil architekta Františka Pokorného z Prahy, bývalého asistenta na pražské německé technice.
V roce 1887 jmenoval ministr zahraničí Františka Pokorného definitivním architektem a inspektorem stavebních prací na rakouském Palazzo de Venezia v Římě. Oprava paláce pokračovala i za vyslance hraběte Revertera de Salandra (1888–1901), přičemž ministerstvo zahraničí v roce 1890 rozhodlo na další restaurátorské práce přidělit kredit ve výši 100 000 zlatých. V roce 1891 architekt Pokorný konstatoval, že palác je stavebně zajištěn a restaurován a že jediné, co zbývá, jsou opravy některých částí Palazzetta.

#### Palazzeto
V roce 1901 došlo k oprášení Napoleonova plánu a Pallazeto mělo ustoupit výstavbě památníku Viktorovi Emanuelovi II. Po dlouhých vyjednáváních se italská vláda s rakousko-uherskou nakonec dohodla, že budova bude rozebrána a znovu postavena na nově zakoupeném pozemku. V listopadu 1908 zaplatila italská strana částku ve výši půl milionu Lir, za kterou měla rakousko-uherská strana podle dosažené dohody stavbu Palazzetta rozebrat a znovu postavit při jižním traktu paláce.
V červenci 1909 se započalo se stavebními pracemi. Nejprve bylo vykolíkováno prostranství pro odkládání stavebního materiálu z rozebíraného palazzetta zajištěny základy věže, jejíž statika byla demolicí palazzetta ohrožena. Na základě takového zásadního architektonického zásahu do stávajícího starobylého palácového komplexu vyšlo v roce 1909 dílo autorů Philipp Dengel, Max Dvořák a Hermann Egger: „Der Palazzo di Venezia in Rom“, jež mělo být slovem a obrazem upomínkou nejen na demolované palazzetto, ale i na celý tehdejší komplex sídla rakouského vyslanectví.
S osudem Palazzetta di Venezia v Římě je zpečetěn i zánik malého oratoria S. Maria delle Grazie, které je otevřeno vždy jen ranních hodinách, aby ho mohli poctít svou návštěvou minimálně návštěvníci Říma.
Monatsschrift "Wiener Bauhütte", 31. května 1909, s. 4 (komentář k fotografii na tit. stránce

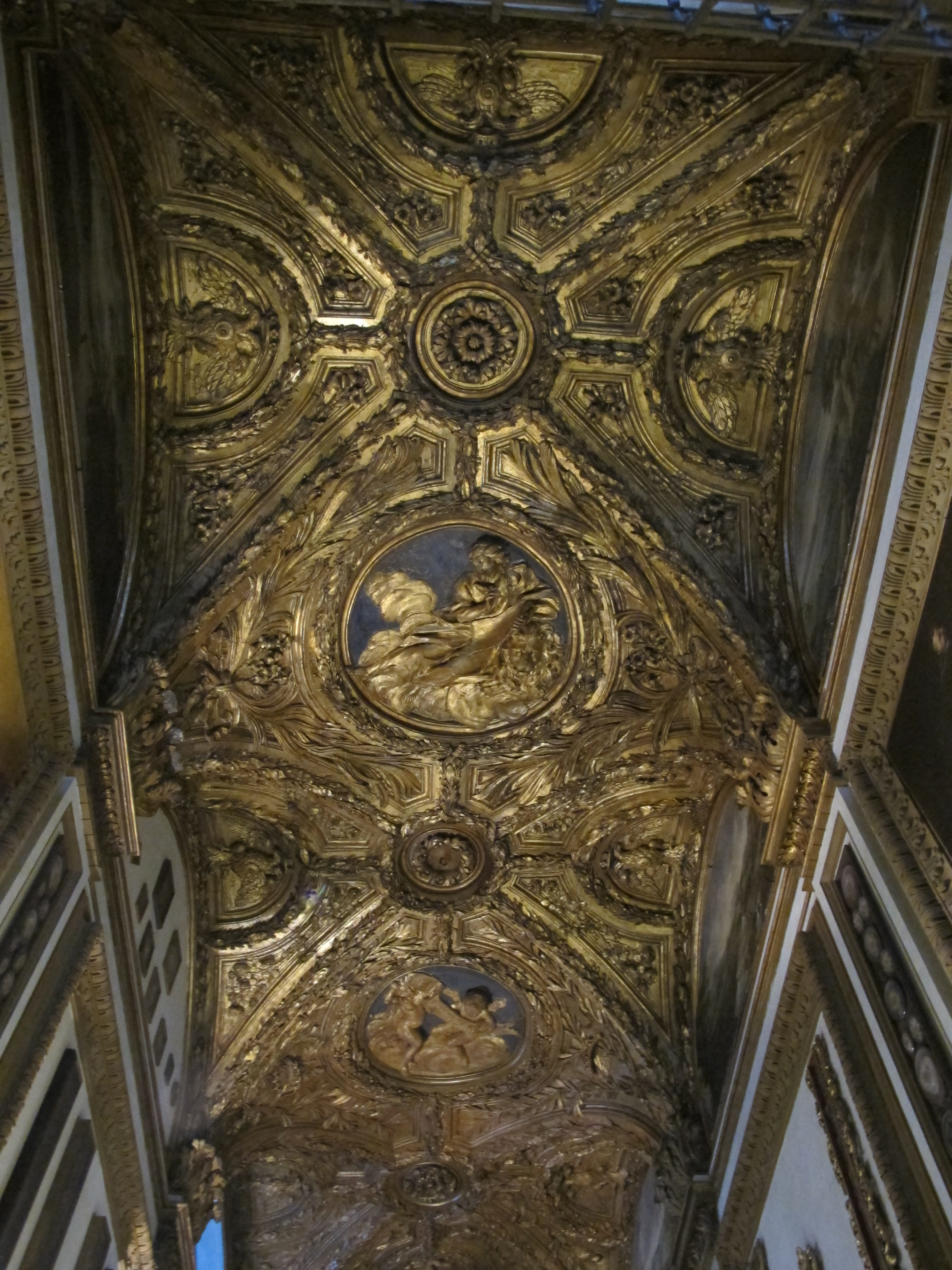
Basilika sv. Marka, bohatě zdobený štukový strop (Cappella della Beata Vergine / původně oratorium S. Maria delle Grazie starého Palazzetta), návrh Giovanni Battiste Contini

V srpnu 1910, kdy už demoliční práce dostoupily stavu, že stálo pouze poslední západní křídlo palazzetta, přišel italský architekt Corrado Ricci s návrhem, že by toto křídlo i s jeho lodžiemi mohlo být přece jen zachováno. K jeho návrhu se přiklonil Archeologický i Umělecký spolek v Římě spolu se Sdružením římských architektů a požádaly italského ministra práce, jestli by nemohlo dojít k úpravě uzavřené dohody s rakousko-uherskou vládou ohledně demolice Palazzetta di Venezia. Architektonický návrh Corrada Ricciho vycházel z předpokladu, že by alespoň torzo historické stavby zůstalo zachováno, které by nejen výhled na památník Viktora Emanuela II. z Piazza Venezia nerušilo, ale mohlo navíc i harmonicky dotvářelo koncepci nového náměstí před památníkem.
Úprava projektu by ovšem znamenala další finanční náklady, jelikož poslední křídlo přenesené stavby by muselo být stavěno z nového materiálu. Rakousko-Uhersko se sice zavázalo, že rozebrané Palazzetto bude rozebráno a postaveno na zakoupeném pozemku při jižním traktu paláce, ale už v roce 1910 bylo vládě jasné, že finanční částka 100 000 franků od italské vlády těžko postačí. Stavební práce se navíc opožďovaly, jelikož se naráželo na významné antické archeologické nálezy. Přesto že snahy o zachování torza palazzetta vyslyšeny nebyly, muselo c. k. ministerstvo zahraničí dodatečně požádat o dalších 300 000 korun. K tomu musela být okamžitě uvolněna velká částka 400 000 korun na záchranné stavební práce vlastního paláce, u kterého se s bouráním palazzetta začaly na stěnách a stropech objevovat trhliny. Hovořilo se dokonce o tom, že by práce mohly vyšplhat až na částku 1 mil. lir.
Stavbu nového palazzeta (Palazzetto Venezia), nacházející se nyní po levé straně basiliky sv. Marka, prováděl vrchní stavební rada a architekt Ludwig Baumann z Vídně. V roce 1913 vyšlo k jeho dokončení další dílo od Philippa Dengela: „Palast und Basilika San Marco in Rom: Aktenstücke zur Geschichte, Topographie, Bau- und Kunstgeschichte des Palazzo di San Marco, genannt Palazzo di Venezia, und der Basilika von San Marco in Rom“ / Palác a bazilika San Marco v Římě: písemné prameny k historii, topografii, architektonickým a uměleckým dějinách Palazzo di San Marco, zvaného Palazzo di Venezia, a baziliky San Marco v Římě. Nová stavba již ale neodpovídá původní, především lichoběžníkový tvar byl nahrazen pravoúhlým a každá strana byla umenšena o jeden oblouk. Oratorium s bohatě štukovaným stropem S. Maria delle Grazie se nyní nachází v bazilice sv. Marka (nyní Cappella della Beata Vergine).
Systematické renovační a restaurační práce za posledních 50 let, které se snažily napravit i stavební chyby předchozí, byly za působení velvyslance Szécsena (1901–1911) a prince von Schönburg-Hartensteina (od r. 1911) ještě před vypuknutím první světové války v podstatě ukončeny.

## Italské království 1916–1946
V květnu 1915 Italské království vyhlásilo Rakousku-Uhersku válku, přičemž se nechalo slyšet, že diplomatické vztahy Rakouska-Uherska ke Svatému stolci nebudou omezovány. Rakousko-Uhersko nechalo přece jen diplomatické osazenstvo z paláce Venezia přemístit do Švýcarska a správu paláce i s diplomatickým archivem svěřilo do rukou královského španělského velvyslanectví v Římě. Brzy na to se v Itálii rozpoutala kampaň, jejímž cílem bylo donutit italskou vládu k zabavení paláce Venezia. Vládním dekretem z 25. srpna 1916 se italská vláda k tomuto kroku odhodlala a zabavení paláce ospravedlnila tím, že rakousko-uherské letouny bombardovaly Benátky.

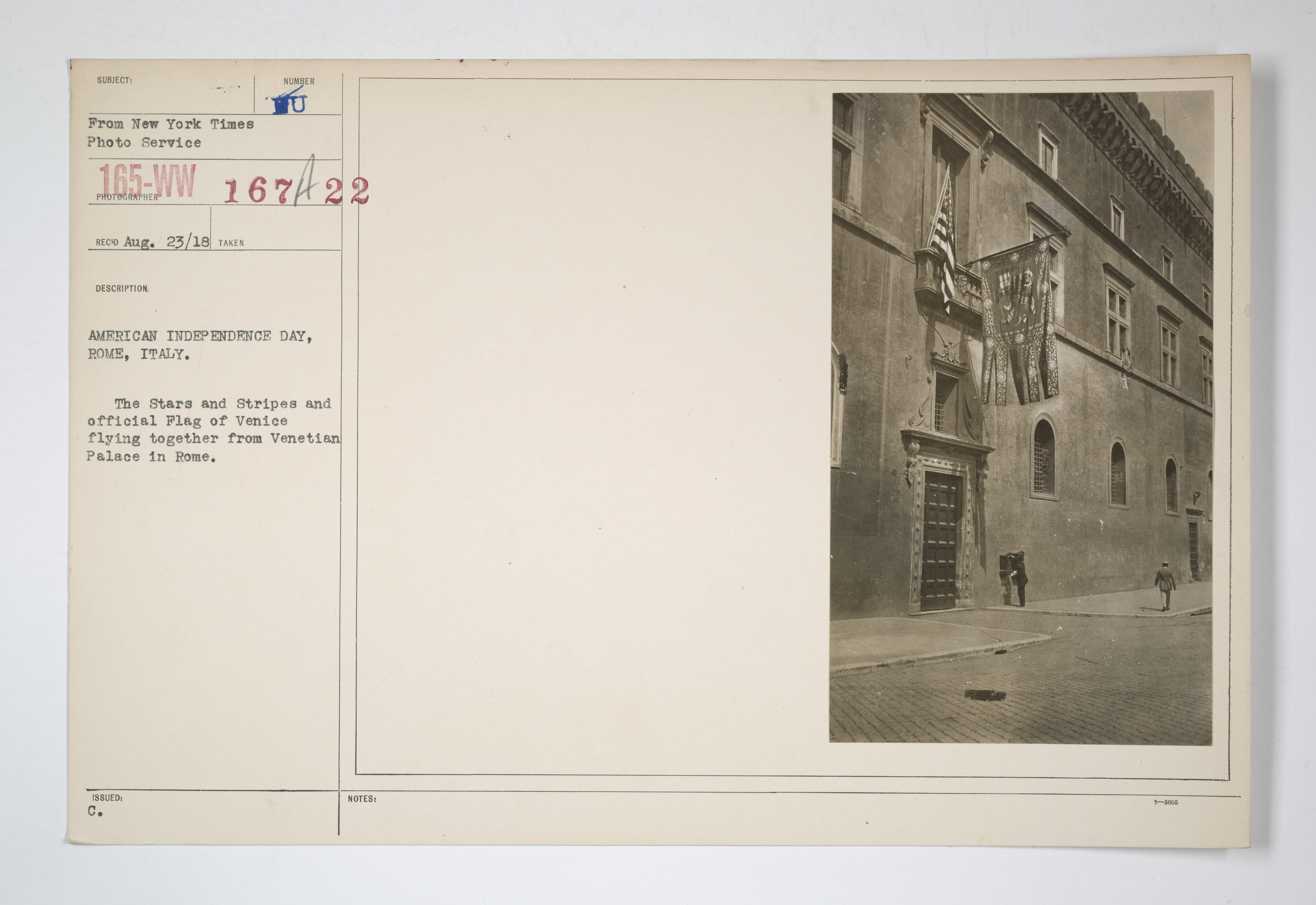
Korespondenční lístek ze dne 28. srpna 1918 pro New York Times s fotografií a textem: „Americký den nezávislosti, Řím, Itálie. Hvězdy a pruhy a oficiální vlajka Benátské republiky vedle sebe na paláci Venezia v Římě“

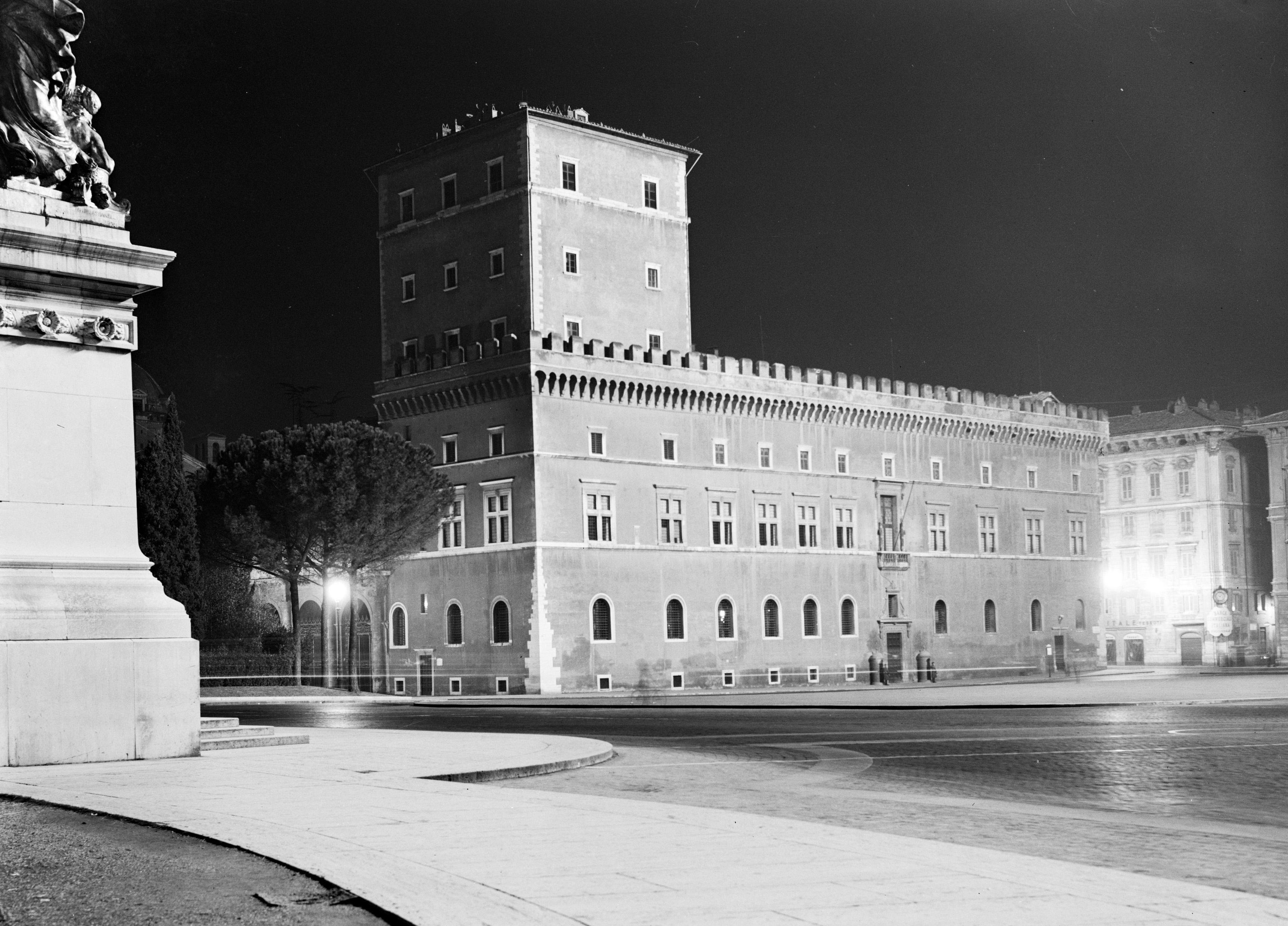
Noční pohled na Palazzo Venezia v roce 1937

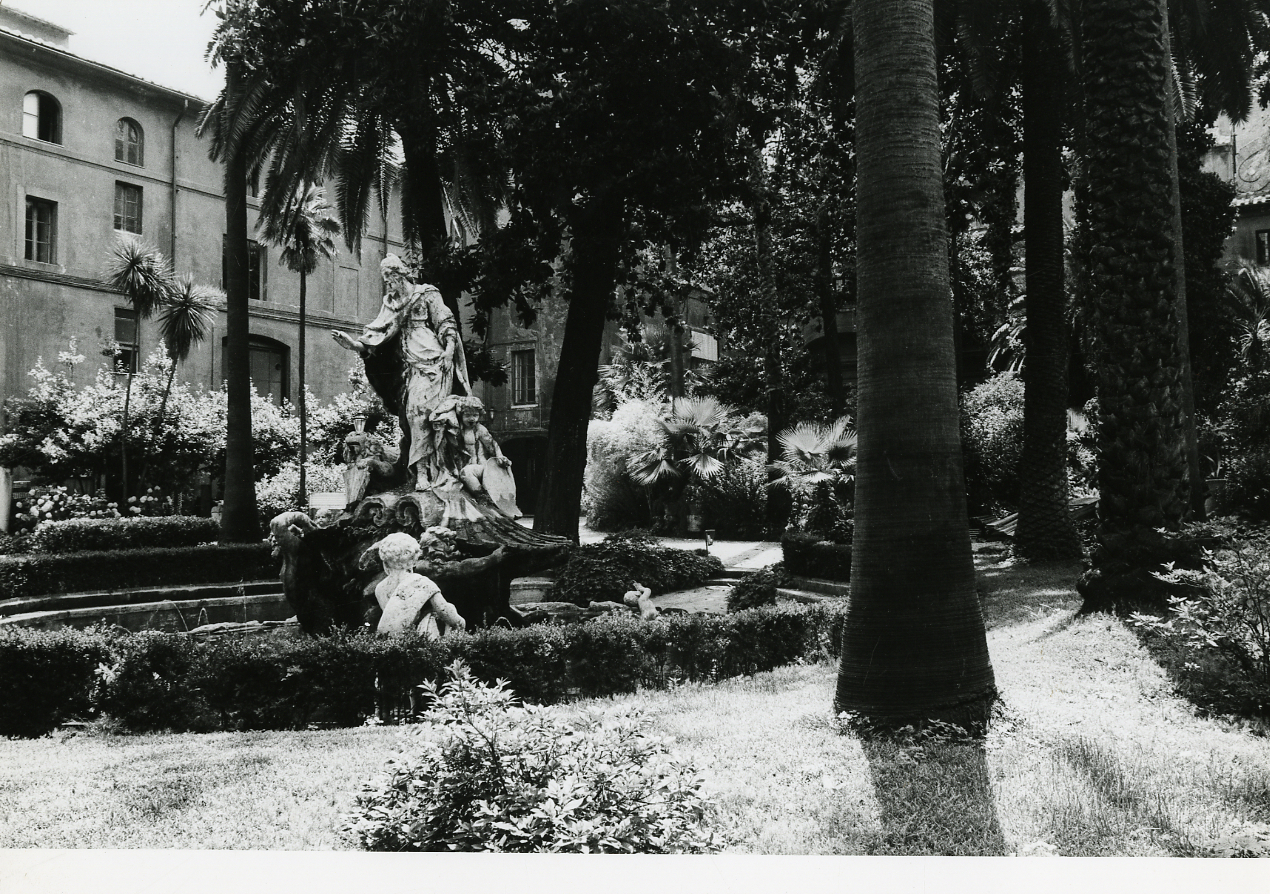
Paolo Monti: fontána Venezia snoubící se s mořem, velké nádvoří Palazzo Venezia

Rakousko-uherská monarchie protestovala u italské vlády nejprve prostřednictvím španělského velvyslanectví v Římě. Dne 27. srpna 1916 podal Vatikán protest, neboť považoval akt zabavení paláce Venezia za hrubé porušení suverénních práv Svatého stolce, do nichž spadalo podle italského zákona z 13. května 1781 i právo na vyslanecké zastupování (tzv. Garantiegesetz ). Protestní nótu vydalo také Rakousko-Uhersko, které argumentovalo jednak porušením vlastnických práv, potvrzených italskou vládou v mírové smlouvě z 3. října 1866, ale také tím, že dekret italské vlády z 25. srpna protiřečí italskému zákonu z 13. května 1781, který akreditovaným zástupcům mocností u Vatikánu přiznává všechna privilegia, jež přísluší diplomatickým zástupcům u královského italského dvora. Během války bylo řešení této otázky odloženo.
Mírovou smlouvou ze St. Germain, jež mimo jiného upravovala také vztahy mezi Rakouskou republikou (jako nástupnického státu vzešlého z bývalého Rakouska-Uherska) a Italským královstvím, bylo Palazzo Venezia v odstavci 40 přiřknuto Itálii s tím, že stát jeho nabytím není povinován k finančnímu vyrovnání. Rakouská delegace ještě před konečnou úpravou textu sice finanční odškodnění navrhla, ale italská strana tento návrh zamítla s tím, že „není možné nutit italskou vládu platit za palác, který si jako majetek staré Benátské republiky nárokovala právoplatně zpět“, což jí bylo v době, kdy Itálii území Benátek opět připadlo, z politických důvodů znemožněno. Tím byla otázka majetnického práva k paláci Venezia navždy uzavřena.
Rémi von Kwiatkowski, generální konzul v Terstu, byl 13. února 1921 jmenován generálním konzulem a pověřencem ministerstva zahraničí v Římě. Od 13. března 1921 sídlil v pronajatém bytě na Via Giandomenico Romagnosi 7. Vedle vlastních diplomatických záležitostí se musel v roce 1922 postarat také o likvidaci bývalého rakousko-uherského státního majetku Palazzo Venezia.

### První poválečná výstava (1922)
Velký rozruch vzbudila na začátku roku 1919 tzv. italská loupež uměleckých předmětů. Dne 12. února 1919 se totiž vojenská italská komise pro příměří zmocnila ve Vídni 64 obrazů z Uměleckohistorického muzea a Akademie výtvarných umění, aniž by vyčkala závěrečného verdiktu Saintgermainské mírové komise. Mezi díly se nacházely například dva obrazy od Veronese („Zvěstování“ a „Klanění tří králů“), velký pětidílný oltář od Bartolomea Vivarini, tři obrazy od Carpaccia, Madona od Cima da Conegliano, celá řada benátských obrazů od Bonifacia, jeden Filosof od Tintoretta, Madona od Cignaroli, oltář od Hieronyma Bosche. Odpoledne vojenská komise v Schönbrunnu zabavila 9 drahocenných tapisérií z Mantovy. Stejně jako z Uměleckohistorického muzea (Kunsthistorisches Museum) odvezla italská komise na druhý den také velké množství cenných rukopisů (97 rukopisů z neapolských klášterů jako třeba purpurové rukopisy ze čtvrtého století, 5 hudebních rukopisů, trientské rukopisy) z Dvorské knihovny (Hofbibliothek). Umělecká díla byla následně z Rakouska vyvezena na základě pochybného restitučního vyjádření.

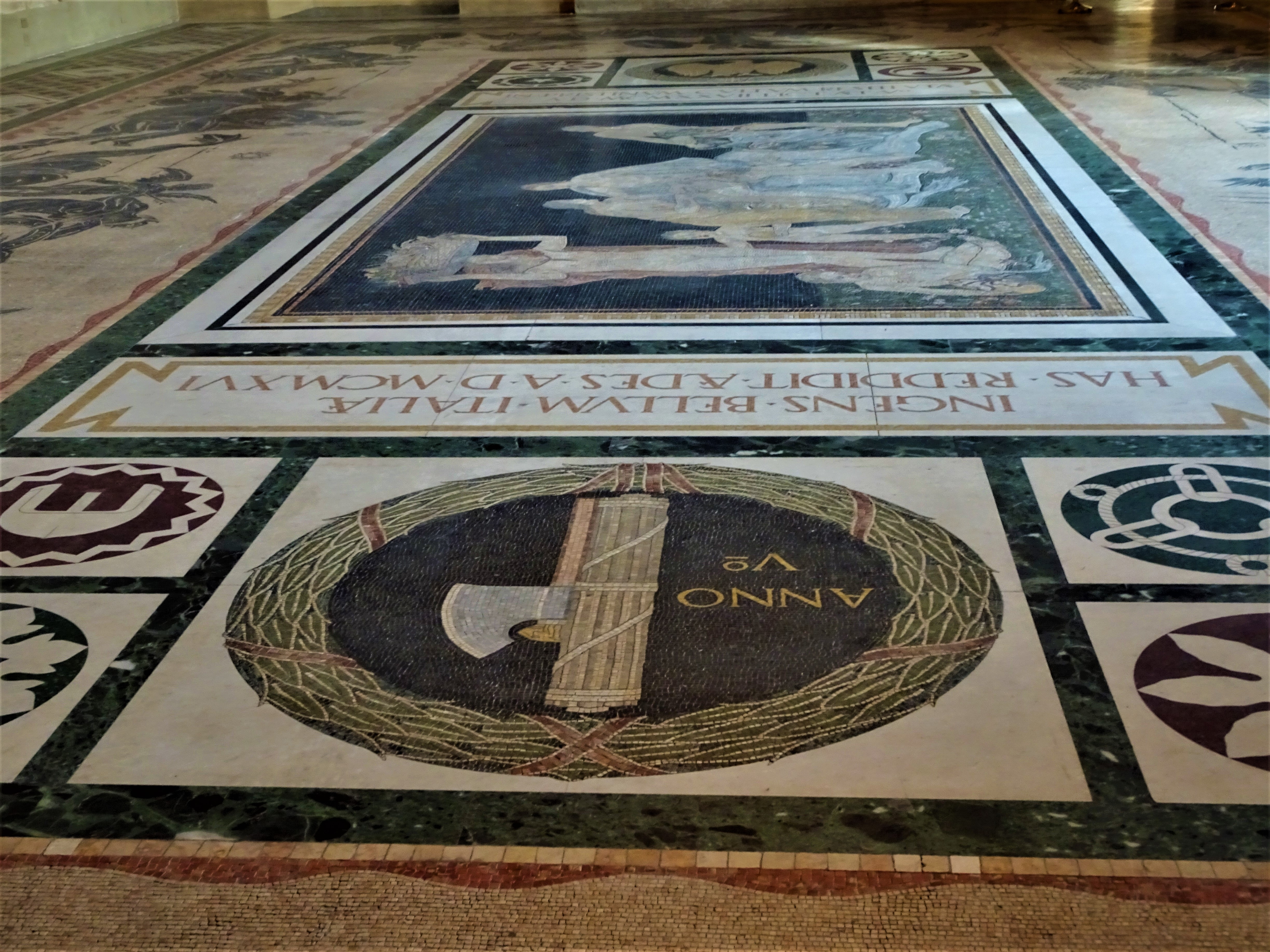
Palazzo Venezia: mozaiková podlaha Sala del Mappamondo, r. 1929 návrh Giovanni D'Achiardi podle antických Neptunových lázní v Ostii, střed mozaiky zobrazuje únos Európy

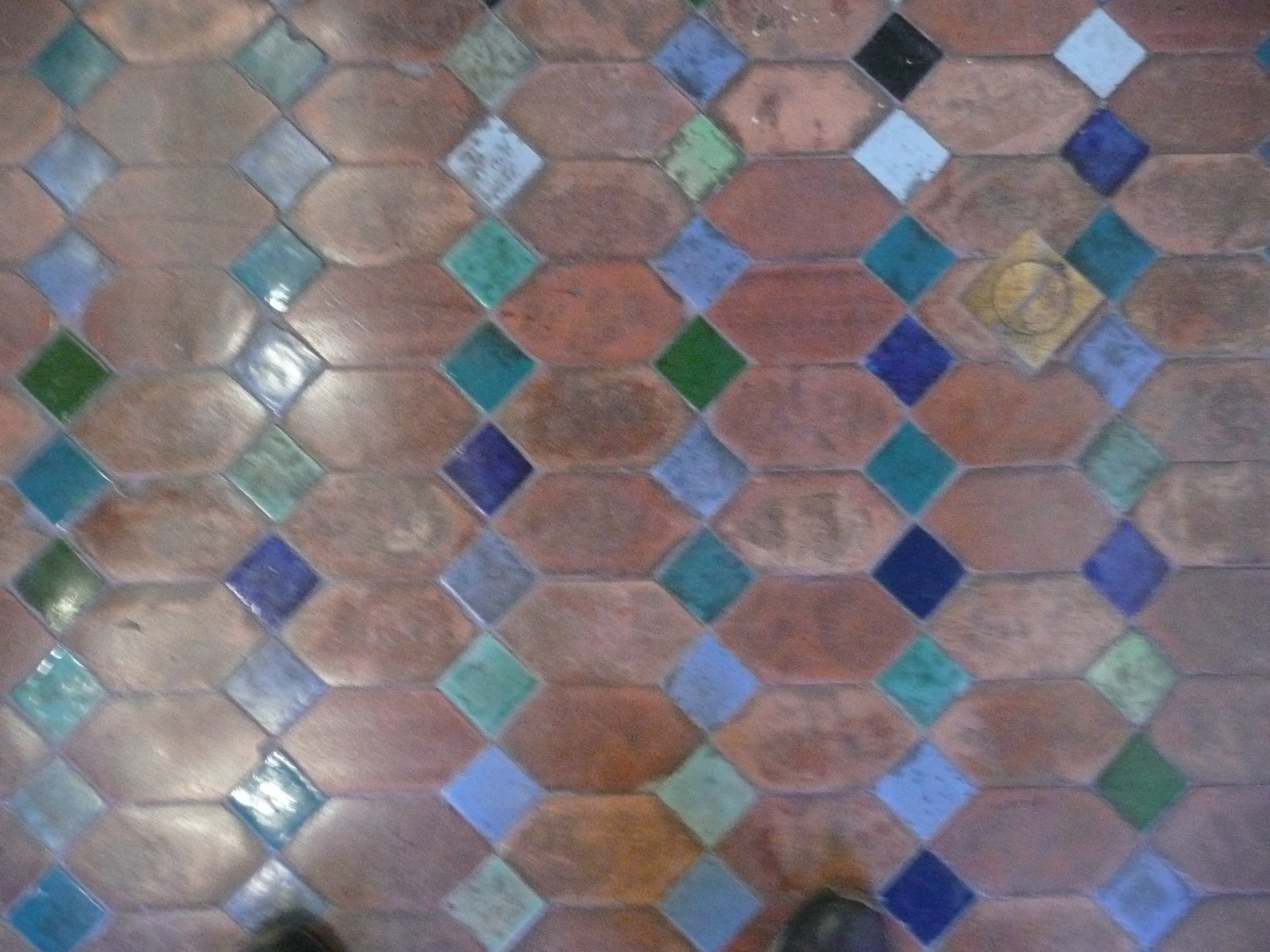
Palazzo Venezia: kachlová podlaha v severozápadním traktu v apartmánu kardinála Lorenzo Cybo (Appartamento Cybo), kolem 30. let 20. stol.

Po první světové válce sloužilo mezipatro bývalého rakousko-uherského paláce nově italskému archeologickému ústavu; ve východním křídle v sedmi komnatách papežské rezidence sídlilo už od října 1916 „Museo di Palazzo di Venezia“. Všechny umělecké předměty a historické dokumenty z vídeňských a budapešťských sbírek, které italská komise pro příměří odvezla nebo získala později v rámci válečných reparací, byly ještě jednou pod dohledem ředitele muzea profesora Federica Hermanina od dotyčných italských muzeí a knihoven vyzvednuty a od 22. prosince 1922 v Palazzo Venezia zpřístupněny italské veřejnosti. Zahájení výstavy se účastnil též královský pár.
Co do velikosti představovalo devět obrovských vlámských gobelínů, které pokrývaly stěny prvních dvou sálů, pravděpodobně největší sbírku. Gobelíny zdobily dříve zámecké pokoje v Schönbrunnu a očekávalo se, že budou opět vráceny do vévodského paláce v Mantově. Obrazy z Uměleckohistorického muzeum a Akademie výtvarných umění měly různou historickou i materiální hodnotu; některá vystavovaná díla slavných malířů jako třeba Veronese nebo Tintoretto nepatřila mezi ta nejhodnotnější, opakem pak byla díla Carpaccia nebo Coneglianova Madona s pomerančovníkem.
Z neveřejných sbírek získala Itálie skutečné skvosty, například relikviář kardinála Bessariona, dílo byzantského původu poseté zlatým filigránem a drahými kameny, nebo gotický kříž z dílny benátských zlatníků a stříbrníků ze Scuola di San Teodoro. Poslední sál s umělecko-řemeslnými předměty byl zaplněn takzvaným toskánským pokladem, sbírkou zlatých mincí a drahocennostmi z majetku falcké kurfiřtky Anny Medicejské, většinou se jednalo o předměty (slony, pávy, lvy, koně, myšky) vyrobené ze zlata, perel, diamantů, rubínů a smaragdů.
Přechod výstavy k historickému oddělení tvořily korunovační insignie z pokladnice Hofburku, které Napoleon Bonaparte oblékl v roce 1805, když se nechal korunovat italským králem. Z vídeňské Dvorské knihovny byla vystavena například neapolská sbírka kodexů, jež se do Vídně dostala již před dvěma stoletími, ze sbírek Národní knihovny v Budapešti estenské kodexy z druhé poloviny 15. století zdobené miniaturami od florentského malíře Attavanti, které byly vyrobeny na objednávku Matyáše Korvína a pro výstavu je zapůjčila Esténská knihovna v Modeně. Mezi návštěvníky nejvíce obléhané vitríny patřila vystavovaná akta politických procesů, od mučedníků z Belfiore (Martiri di Belfiore) z padesátých let až po rakouské válečné soudy za 1. světové války.
Celou stranu tohoto v dějinách významného náměstí zaujímá „palazzo Venezia“, bývalé rakouské vyslanectví, které po vypuknutí války italská vláda prohlásila za svůj majetek, nečekajíc ani, až bude dobyto vítězství. Nyní jsou v tom krásném a prostranném paláci královské úřady. Jenom basilika sv. Marka, do něho vestavěná, připomíná ještě staré časy tím, že její kardinálský titul má pan arcibiskup vídeňský kard. Piffl, jehož erb jest zvenčí umístěn nad vchodem a obraz uvnitř vedle erbu a obrazu Sv. Otce.
Pravda (Vídeň), 4. ledna 1923

### Palazzo d'Italia – sídlo Velké fašistické rady
Dne 30. října 1922 byl Benito Mussolini jmenován premiérem, jehož vláda se konstituovala 27. prosince 1922. Už na začátku prosince se italské ministerstvo zahraničních věcí nastěhovalo do Palazzo Chigi (bývalé rezidence rakousko-uherského velvyslance). V dubnu 1923 pořádal Mussolini v paláci Venezia svůj první galavečer, kde hned po královském pochodu zazněla hymna fašistické strany Giovinezza. Už od léta roku 1923 začal Mussolini v paláci rezidovat a 24. června pronesl z balkonu na Piazza Venezia pravděpodobně svůj první proslov. S velkou pompou zde pořádal 31. října 1923 oslavu k prvnímu výročí Pochodu na Řím. Palác se stal sídlem „Gran Consiglio del Fascismo“ (Velké fašistické rady). Zasedání probíhala v místnosti Sala di Concistorio.
Oficiálně se stal palác reprezentačním vládním sídlem od 1. ledna 1924, přičemž obdržel i nový název „Palazzo d'Italia“. Pro svou kancelář si Benito Mussolini zvolil sál Sala del Mappamondo. V letech 1924-1930 probíhala rekonstrukce paláce. Po dostavbě nového schodiště v severozápadním traktu a renovaci tzv. apartmánu kardinála Cybo (Appartamento Cybo) bylo muzeum přemístěno do těchto prostor a bylo nadále přístupné jen v doprovodu bezpečnostních orgánů. Od roku 1929 sídlila fašistická vláda v papežském apartmánu a využívala oba velké sály (Sala del Mappamondo a Sala di Concistorio). V letech 1925–1943 přijížděl Benito Mussolini do své kanceláře (Sala del Mappamondo) ze svého bytu ve Villa Torlonia na Via Nomentana. Palácový balkón východního křídla používal k pronášení projevů k davům shromážděným na Piazza Venezia.

## Současnost – muzeum, archeologický institut a knihovna

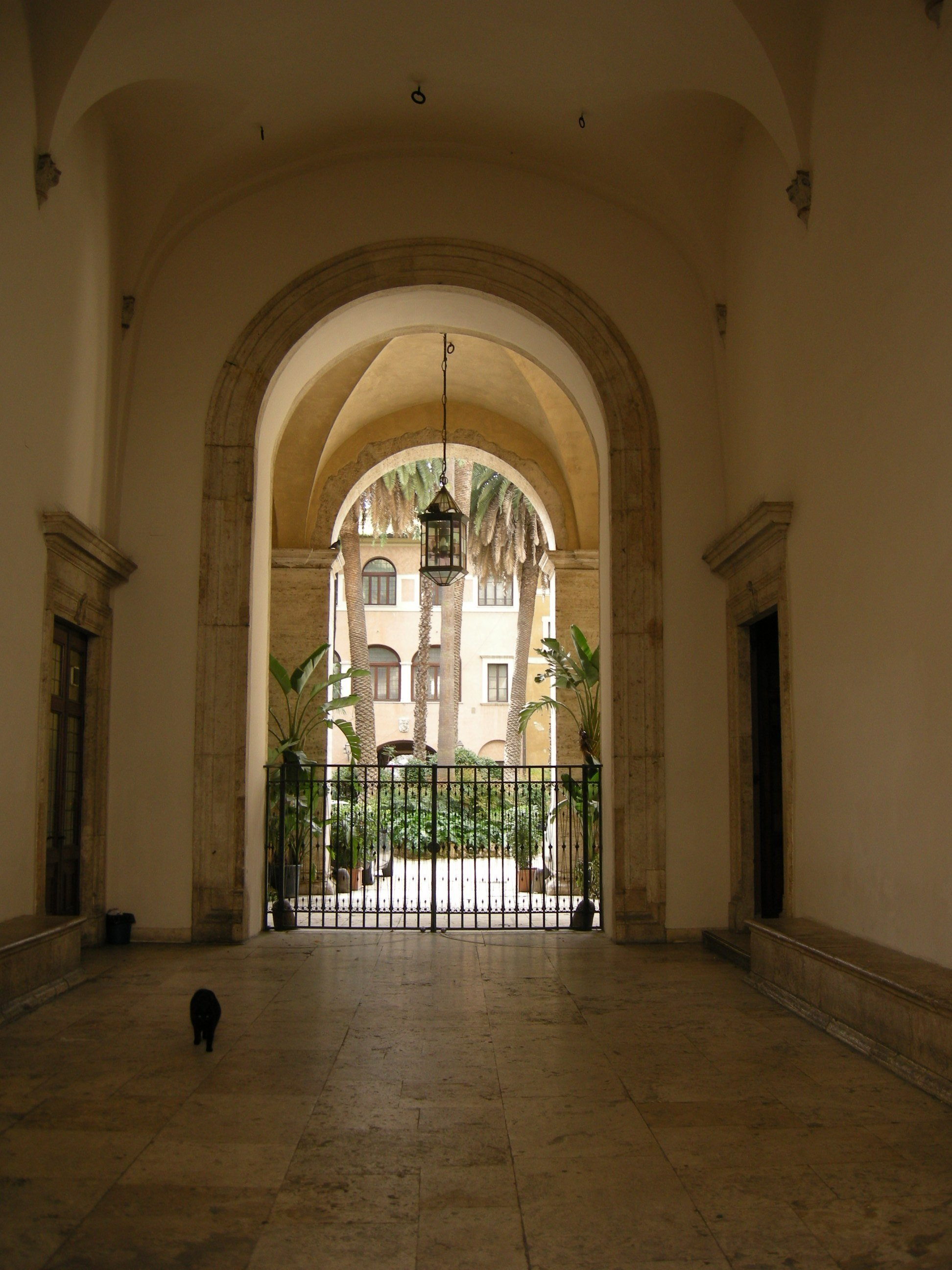
Palazzo Venezia: vestibul severního palácového křídla u vchodu z Via del Plebiscito (z let 1466–1471)

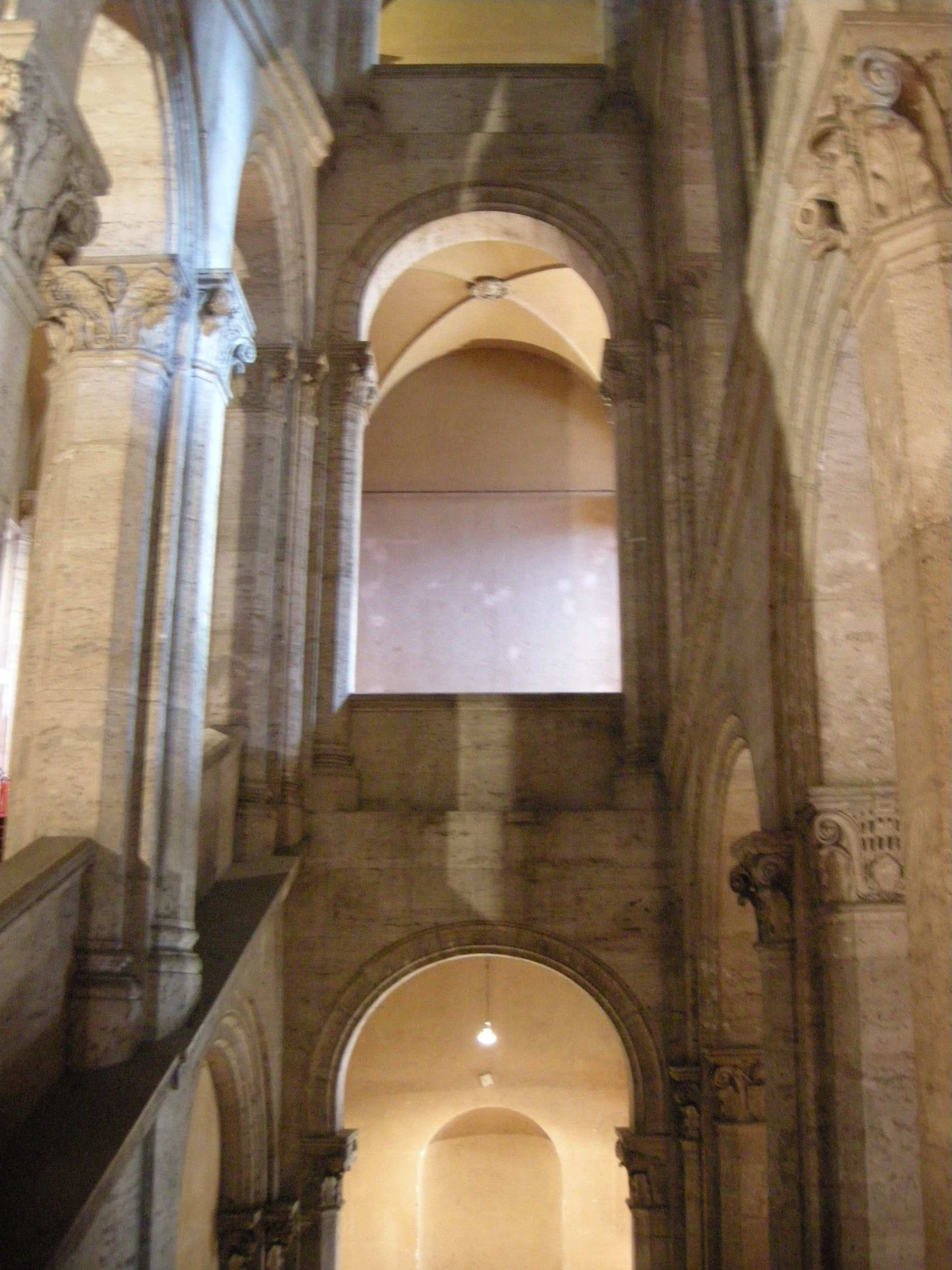
Palazzo Venezia: „Scala Nova“ schodiště v severním palácovém křídle (1924-1930 Luigi Marangoni)

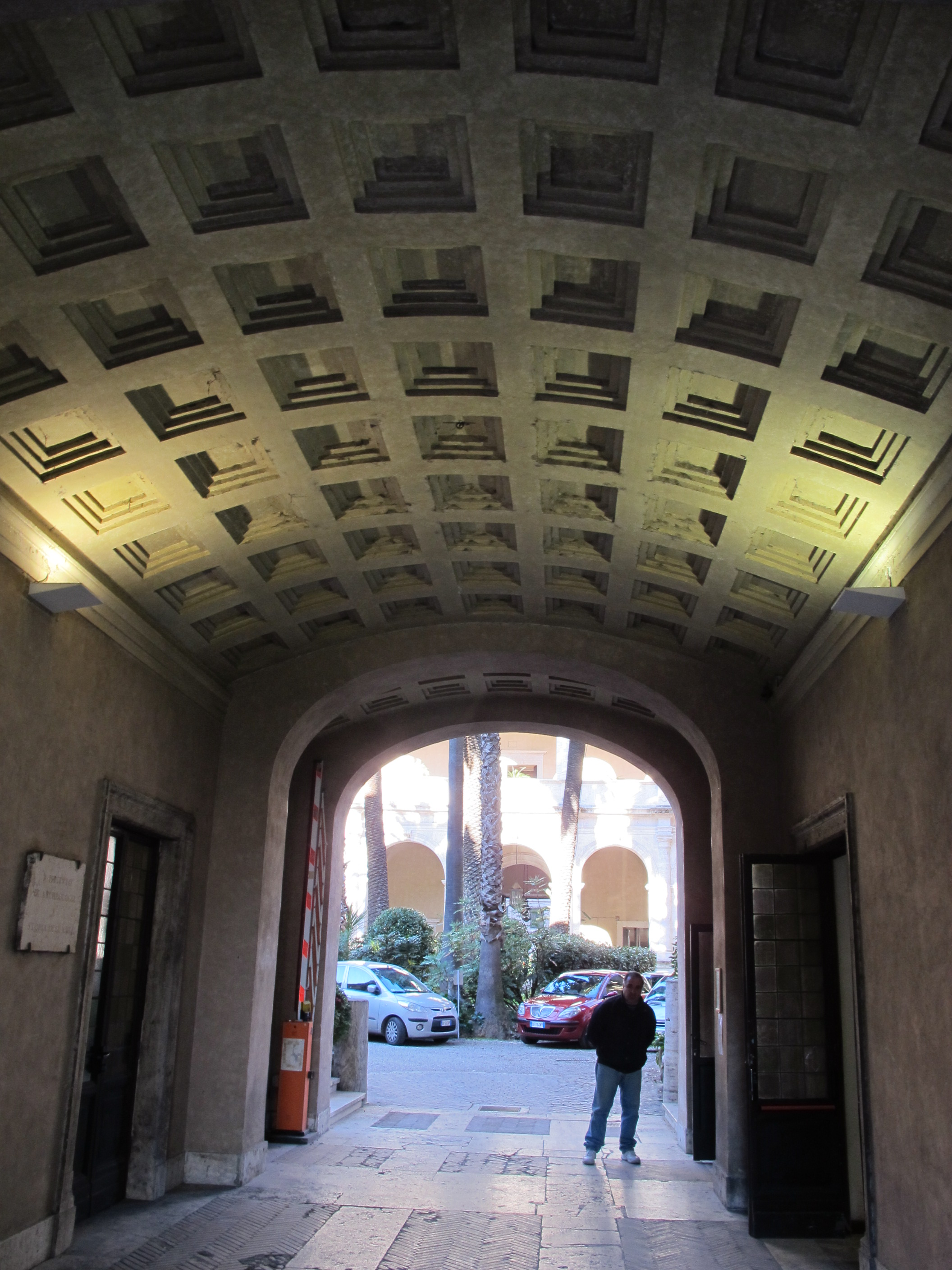
Palazzo Venezia: vestibul s kazetovou valenou klenbou jižního palácového křídla s průhledem do nádvoří s arkádami u severního křídla (kolem r. 1455)

Řazení sálů v papežském paláci bylo dané. Největší audienční sál «Sala Regia» byl určen k přijímání králů a císařů. Svou délkou 34 metrů dosahoval téměř rozměrů svého vatikánského protějšku. Sál je vyzdoben pozlaceným kazetovým stropem a místnost je osvětlena pěti okny ve dvou řadách nad sebou. Papežský trůn se s největší pravděpodobností nacházel naproti vstupní zdi. Následující dva sály sloužily pro zasedání papežské konsistoře a jsou označovány jako «Sala Ducale». První sál (Sala del Consistoro) má taktéž okna ve dvou řadách nad sebou a to po čtyřech oknech na ose severního palácového křídla a po dvou oknech na ose východního křídla, druhý sál (Sala del Mappamondo) osvětlují tři okna směrem do náměstí Piazza Venezia.
«Sala dei Paramenti» je označením pro šatnu či předsíň papežské audienční místnosti. Její název vyplývá ze skutečnosti, že byla používána jako šatna kardinálů, kteří na tomto místě při slavnostních příležitostech oblékali svá paramenta. Poslední sál v pořadí «Sala del Pappagello» byla papežskou audienční místností a její název připomíná období středověku, kdy byl často v místnosti chován papoušek. Každý z obou sálů je vybaven dvěma okny. V tomto pořadí sály zakončovalo privátní papežovo apartmá s lodžií a zahradou zvanou «palazzetto». Předpokládá se, že menší pokoje kolem «Sala del Pappagello» sloužily pro uchování uměleckých sbírek papeže Pavla II.; palác byl s palazzettem propojen dvoupodlažním mostem.
Při slavnostních příležitostech byl papež ze svých soukromých pokojů nesen na nosítkách až do «Sala Regia». Řazení místností bylo proto pojato jako velká enfiláda, která umožňovala účastníkům sledovat příchod papeže na nosítkách již z velké dálky. Tato kontinuální vizuální osa se nazývá „linea recta“. Enfiládá neprobíhala jenom uvnitř, řazení oken ve všech sálech totiž umožňovalo sledovat papeže na nosítkách také z ulice nebo z náměstí.
Menší vchod v jižním traktu paláce v těsné blízkosti palazzetta s tajným schodištěm umožňoval papežovi opustit nepozorovaně ulici a dostat se přímo do svého apartmá nebo palazzetta. Vstupní hala s monumentálním schodištěm v protějším severním křídle byla považována za oficiální vchod, od něhož se odvíjelo řazení sálů. Králové a císaři vstupovali klenutou halou do nádvoří a schodištěm z nádvoří přímdo do «Sala Regia». Třetím vchodem ve východním křídle vstupovali kardinálové, vyslanci a další oficiální návštěvy k běžným každodenním audiencím přes vstupní halu a dva metry široké schodiště přímo do „Sala Pappagello“.
V budově paláce sídlí tři instituce:

### Národní muzeum Palazzo Venezia
Museo Nazionale del Palazzo di Venezia (Národní muzeum Palazzo Venezia), jehož vchod se nachází na ulici Via del Plebiscito. V přízemí vestibulu na levé straně je umístěna pokladna a menší sál pro dočasné výstavy, na pravé straně monumentální schodiště, výtahy a veřejnosti nepřístupné sály. V prvním patře se vchází do výstavních prostor muzea.
V prvním patře přímo proti schodišti jsou výtahy, napravo se vstupuje do sálů 1–10 v bývalých obytných prostorách kardinálů a později vyslanců (Appartamento Cybo. La pinacoteca), v zadním západním traktu do sálu 11 (Il passetto dei Cardinali. Le porcellan), sálů 12–13 ve věžním prostoru západního traktu (Appartamento Querini: Arte medievale, Sculture Rinascimentali) a nakonec do sálů 14–27 v palazzettu (Le maioliche, I bronzetti, I modelli e i bozzetti in terracotta, L’armeria Odescalchi). V palazzettu je ze sálu 20 umožněn přístup do horní lodžie tzv. Lapidária.
Od monumentálního schodiště v prvním patře za rohem po levé straně se vchází do sálů s dočasnými výstavami a to v prostorách tří velkých sálů „Prima Sala“ („Aula magna et prima“ či „Sala Regia“), „Sala del Concistoro“ („Sala dei cinque lustri“) a „Sala del Mappamondo“ („Aula tertia“) bývalého papežského paláce Pavla II., kde se na jihu východního traktu nacházelo papežovo soukromé apartmá („Camere di Nostro Signore“) a na které navazují dva menší sály: audienční sál „Camera Pappagalli“ („Sala del Pappagallo“) a předpokoj audienčního sálu „Camera Paramentorum“ („Sala del Paramento“).
Muzeum uchovává sbírky keramiky, tapisérií a soch z období od raně křesťanské éry až k počátkům renesance, stolní stříbro, mince a medaile, obrazy od 13. do 18. století (mj. slavné Zvěstování od Filippa Lippi).

### Národní institut archeologie a dějin umění
Istituto Nazionale di Archeologia e Storia dell'Arte (Národní institut archeologie a dějin umění) jsou v podstatě římští památkáři. Sídlí v jižním traktu paláce a v přízemí palazzetta na Piazza di San Marco. Na předzahrádku u jejich vchodu dal ředitel vysázet akanty, aby se je každý pracovník naučil poznávat, než bude při dekoraci památky popisovat.

### Knihovna archeologie a umění
Biblioteca di Archeologia e Storia dell'Arte (Knihovna archeologie a umění) je umístěna ve východním palácovém křídle v přízemí (po pravé straně od vchodu do paláce). Hned vedle knihovny na rohu Piazza Venezia a Via del Plebiscito se nachází z původního palazzetta přemístěné oratorium „Cappella della Beata Vergine“ (též Cappella delle Grazie „Madonnella di San Marco“).